# Aderlass

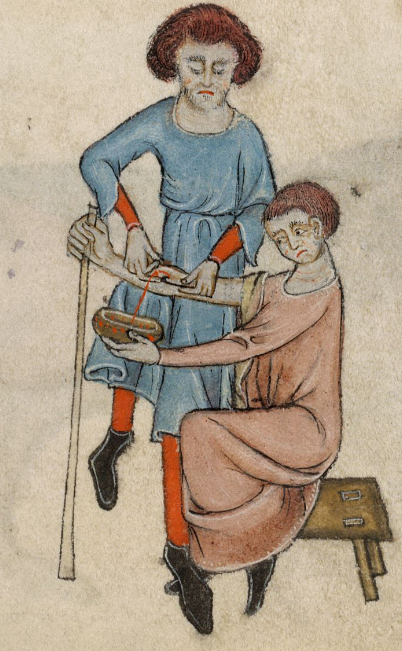
Aderlass. England, 14. Jahrhundert. Miniatur aus dem Luttrell-Psalter.

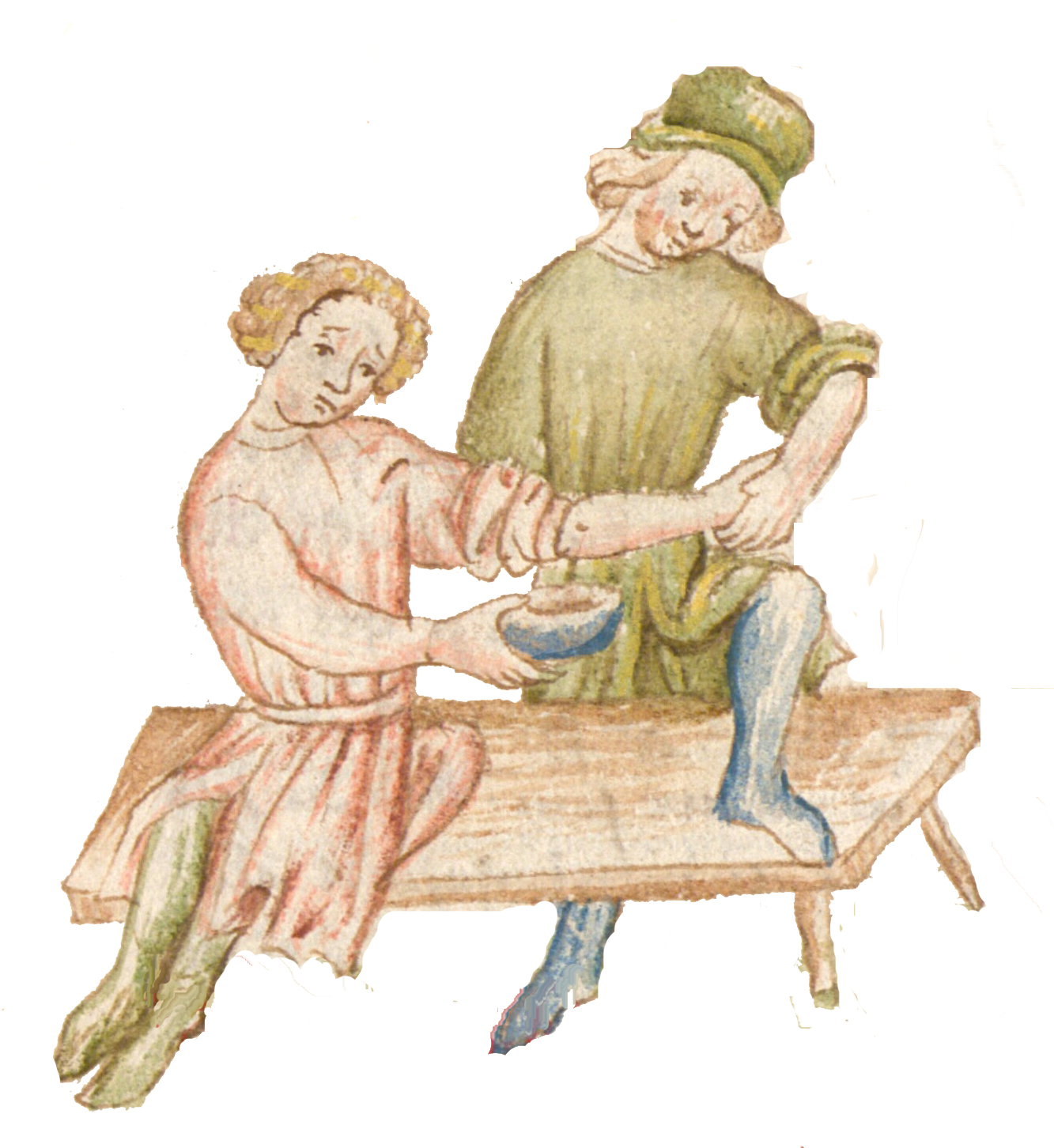
Aderlass. Bayern, 15. Jahrhundert. Miniatur aus einem Manuskript der Bayerischen Landesbibliothek.

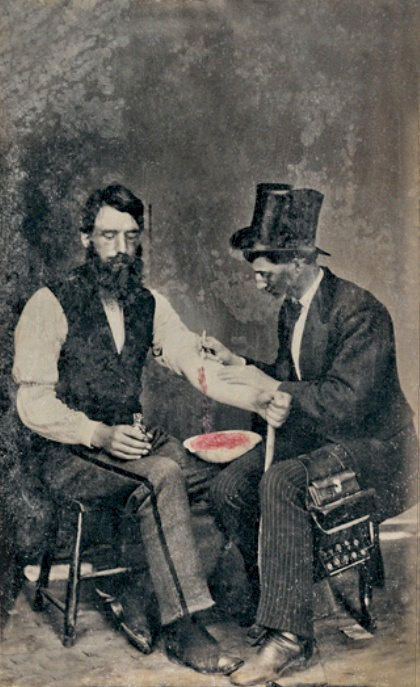
Aderlass. Frühe Fotografie 1860.

Der Aderlass, das (Zur-Ader-)Lassen oder Aderlassen (althochdeutsch (bluot) lāz(z)an; mittelhochdeutsch lāze, lāzen bzw. bluot lāzen, aderlæze und āderlāzen; mittellateinisch venaesectio; englisch bloodletting, bleeding, phlebotomy), auch die Phlebotomie (aus altgriechisch phléps ‚Ader‘ und témnō ‚schneiden‘), ist ein seit der Antike bekanntes und bis ins 19. Jahrhundert häufig bei Menschen und Tieren angewandtes Heilverfahren. Beim Aderlass zu therapeutischen Zwecken werden dem (erwachsenen) Menschen etwa zwischen 50 und 1000 ml, heute meist maximal 500 ml Blut entnommen. Nur bei wenigen Krankheitsbildern konnte ein Heilungseffekt durch Aderlass nachgewiesen werden. Infolgedessen ist er weitgehend aus dem medizinischen Alltag verschwunden.
Der Aderlass ist, wie auch das Schröpfen, eine der ältesten medizinischen Behandlungsformen. Er war schon vor der Zeit des Hippokrates (ca. 460–370 v. Chr.) bekannt und galt neben der Anwendung von Brechmitteln und Abführmitteln bis ins 19. Jahrhundert als eine der wichtigsten, wenn auch umstrittenen, medizinischen Therapieformen. Auf der Grundlage der antiken Säftelehre sollte der Aderlass schädliche oder im Übermaß vorhandene Säfte aus dem Körper entfernen.

## Einsatz in der heutigen Medizin

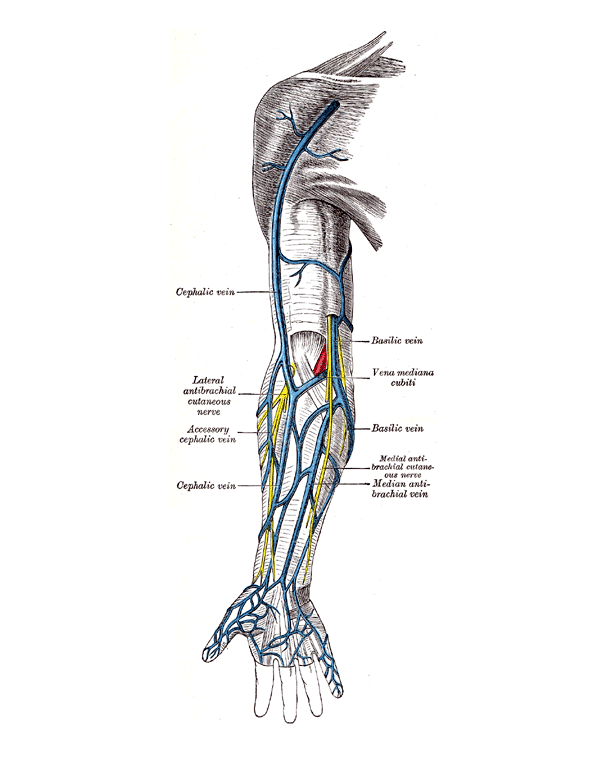
Verlauf der beiden Venenstämme des Armes

Blutabnahme zur Blutspende 2014

Wie die Blutentnahme zur Blutspende wird der Aderlass heute an den großen Venen der Arme ausgeführt.
Nur bei wenigen Erkrankungen spielt der Aderlass heute eine wichtige Rolle:
- Bei der Polycythaemia vera, einer Erkrankung, die insbesondere zu einer krankhaft vermehrten Bildung von Erythrozyten (rote Blutkörperchen) und damit zu einer Erhöhung der Blutviskosität führt, ist der Aderlass die Therapie der Wahl. Zur Behandlung der Erkrankung werden anfänglich häufig sechs bis acht Aderlässe im wöchentlichen Abstand (jeweils bis zu 500 ml) durchgeführt, um den lebensbedrohlich hohen Hämatokritwert (teilweise über 60 %) auf einen Normalwert (ca. 45 %) abzusenken. Danach erfolgt diese Maßnahme in sechs- bis zwölfwöchigen Abständen, wenn nicht andere medizinische Schritte eingeleitet werden.[8]
- Bei der Hämochromatose, einer Erkrankung des Eisenstoffwechsels, werden lebenslang Aderlässe zur Senkung des Eisengehaltes im Körper durchgeführt.[9]
- Bei einer Polyglobulie[10] kann eine Verbesserung der Fließeigenschaften des Blutes durch Aderlass erforderlich werden, wenn beispielsweise eine Zentralvenenthrombose im Auge droht oder bereits aufgetreten ist. Bei reaktiven Formen der Polyglobulie ist die Aderlass-Therapie jedoch kontraindiziert, da die Patienten die vermehrten Sauerstoffträger benötigen.[11]
- Bei Porphyria cutanea tarda, einer Störung der Synthese des roten Blutfarbstoffs Häm, kann durch Aderlässe Eisen entfernt werden, das ansonsten in der Leber Schäden anrichtet.[12]
- Klinische Studien deuten darauf hin, dass häufige Blutspenden eine nicht nur vorübergehende, deutlich blutdrucksenkende Wirkung bei Bluthochdruck zeigen. Diese Beobachtung wurde jedoch nicht durch ausreichend große, randomisierte kontrollierte Studien überprüft.[13][14][15]

## Einsatz in der Alternativmedizin
- In der Alternativmedizin zählt der Aderlass (wie auch das Schröpfen) zu den ausleitenden Verfahren. So auch in dem von Gottfried Hertzka entwickelten „Aderlass nach Hildegard von Bingen“.[16]

## Geschichte

### Theorie und Praxis in der Geschichte

#### Theorie
Der Aderlass als magisch-kultisches Hilfsmittel zur Gewinnung von Blut (mittels scharfrandiger Muschelschalen, Messer oder kleiner Pfeile) war weltweit verbreitet; so bei den Ureinwohnern Australiens, die Blut als Nahrung für Geister gaben, oder den Indianern Altmexikos und Perus sowie im frühen Japan und in Babylonien.
Die medizinische Anwendung des Aderlasses beruhte in Europa seit der Antike auf dem System der Säftelehre, welches Krankheit als Ungleichgewicht in der Vermischung (Dyskrasie) der Säfte (Blut – Cholera/gelbe Galle – Melancholia/schwarze Galle – Phlegma/Schleim) oder als Degeneration einzelner dieser Säfte deutete.
Zwei Aderlass-Verfahren wurden unterschieden:
1. Die Derivation (lateinisch derivatio „Ableitung“), die von der Vorstellung ausging, die „verdorbenen Säfte“ oder die „fehlerhafte Säftemischung“ müssten aus dem Körper auf direktem Wege entfernt werden. Dazu wurde der Aderlass in der Nähe der erkrankten Region mit der Ausleitung von großen Blutmengen ausgeführt.
2. Die Revulsion (lateinisch revulsio „Umwälzung“), die von der Befürchtung ausging, bei der „Derivation“ würden mit den „schlechten Säften“ auch die „guten Säfte“ entfernt. Bei der „Revulsion“ wurde der Aderlass weit entfernt von der erkrankten Region mit der Ausleitung von geringen Blutmengen ausgeführt. Das Ziel war, die in der erkrankten Region angesammelten „schlechten Säfte“ von dort abzuleiten und durch „bessere Säfte“ oder durch „besser durchmischte Säfte“ zu ersetzen.

Die frühesten exakten Angaben über vermutete Beziehungen zwischen dem Aderlass und der Stellung der Planeten finden sich im Regimen sanitatis Salernitanum. Es enthält die Anweisung, den Aderlass vornehmlich im April, Mai und September auszuführen, sowie die Feststellung, dass Jupiter und Venus dem Eingriff günstig, Saturn und Mars ihm hingegen ungünstig sind. Überdies müsse auch den verschiedenen Mondphasen Rechnung getragen werden. Ausdrücklich wird jedoch gesagt, dass in dringlichen Fällen diese Regeln außeracht gelassen werden dürfen.
Zodiak-Mann mit Tierkreiszeichen in Analogie zu den Körperteilen

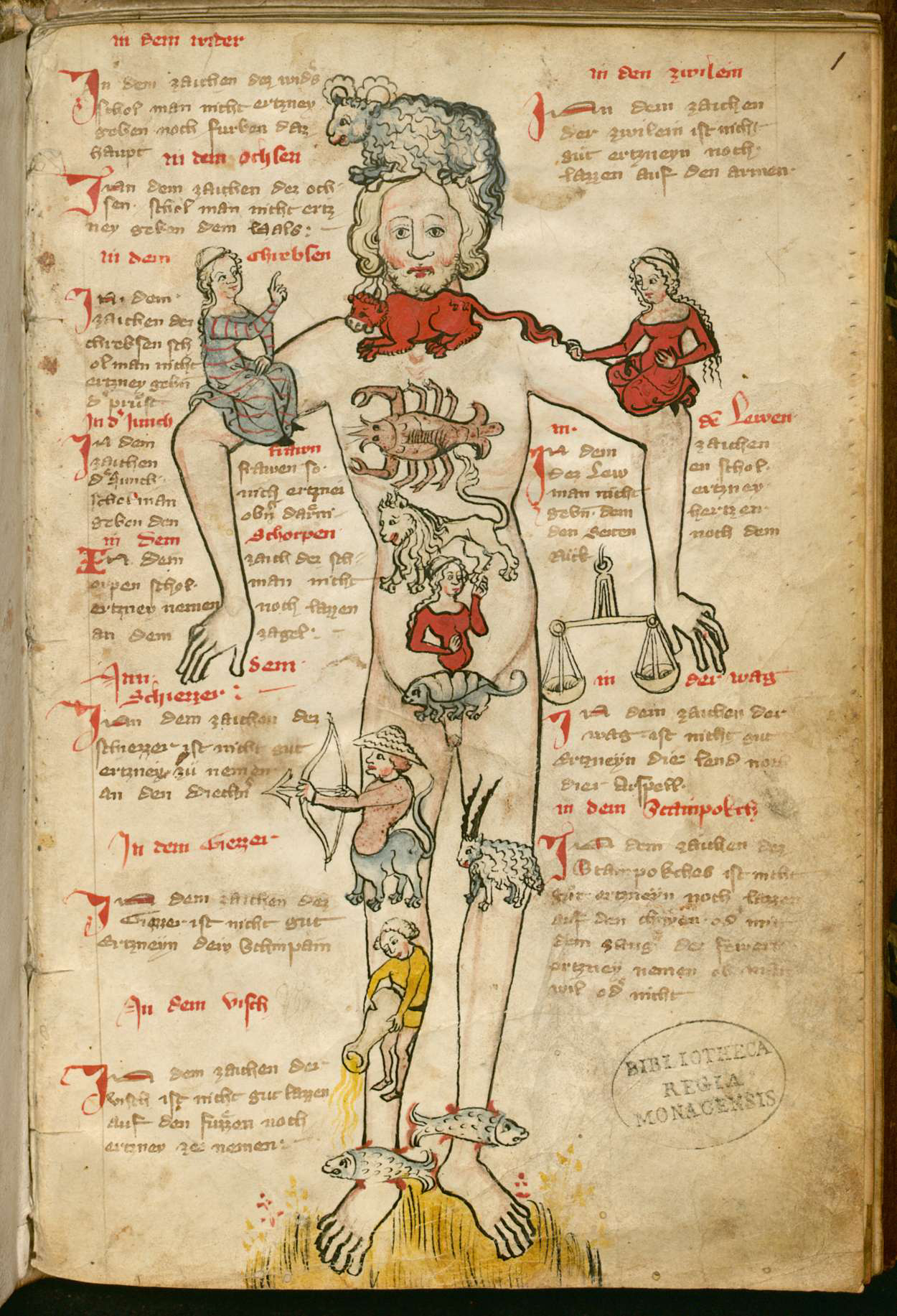
Kalender und Praktika, 14. Jahrhundert
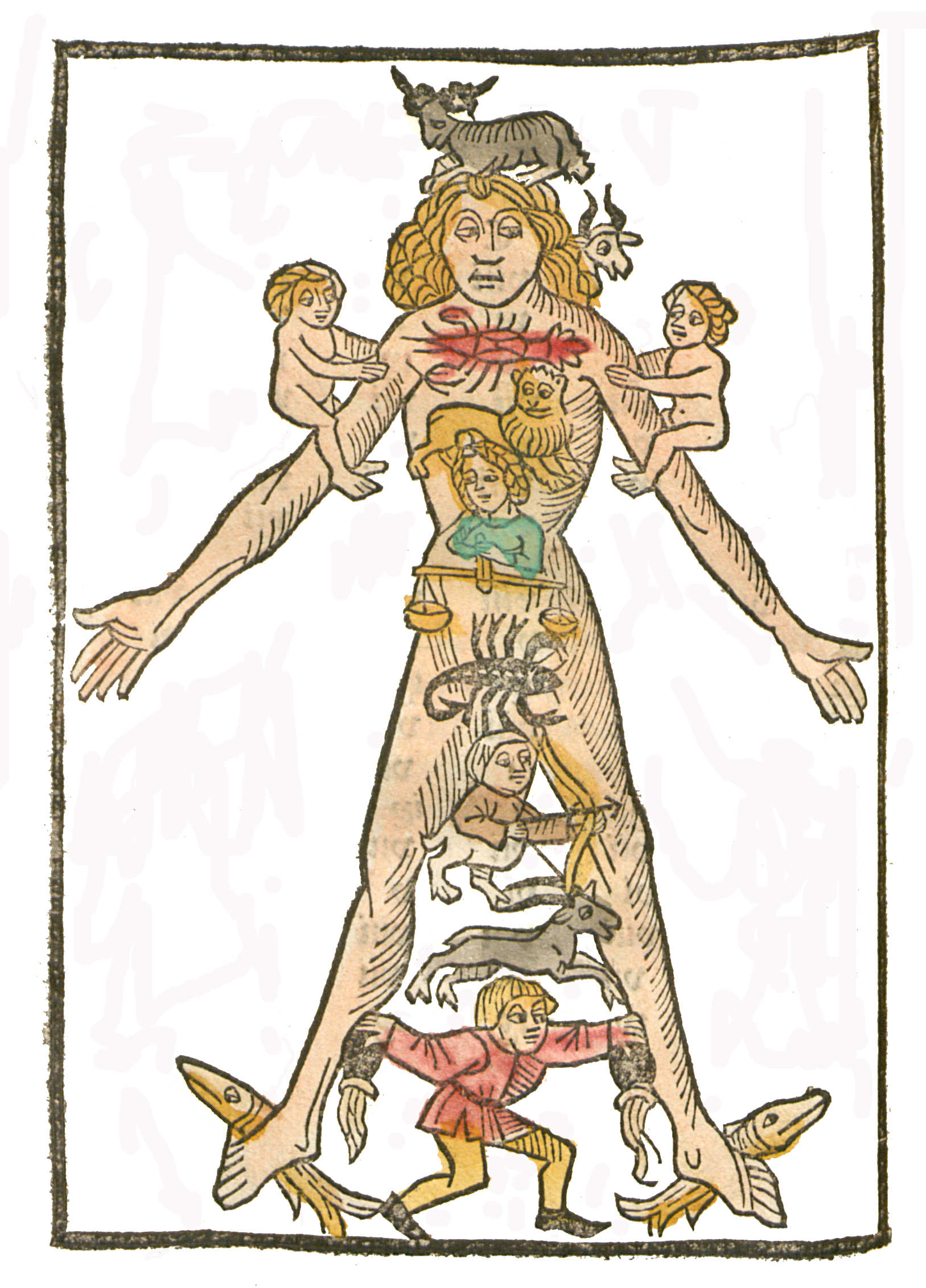
Iatromathematisches Hausbuch. Ulm 1498
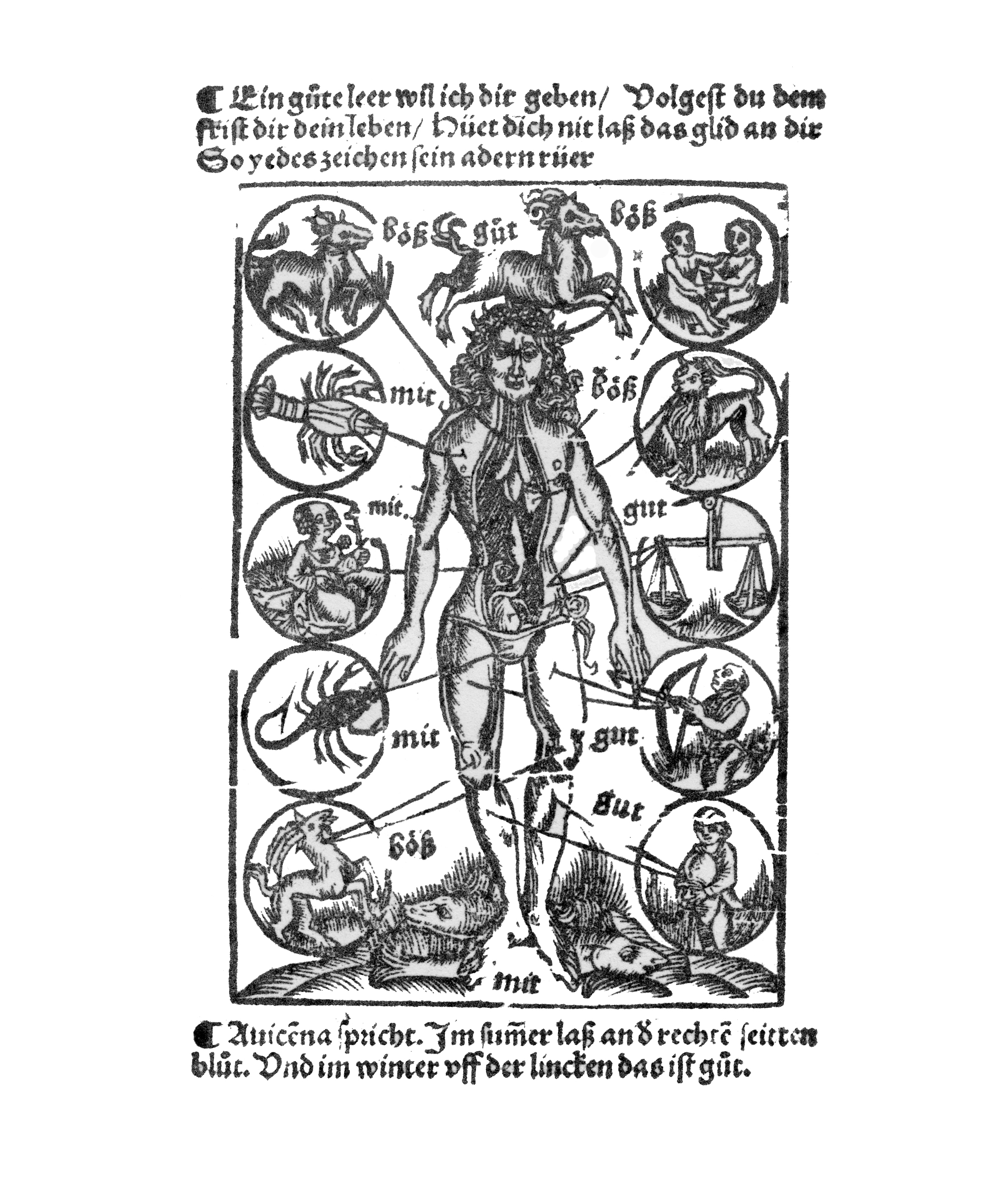
Kalender, Straßburg 1518

Jedes der 12 Tierkreiszeichen beherrscht eine Region des menschlichen Leibes:
1. Widder – Haupt und Antlitz
2. Stier – Hals und Kehle
3. Zwillinge – Arme und Hände
4. Krebs – Brust
5. Löwe – Magen und Niere
6. Jungfrau – die übrigen Eingeweide
7. Waage – Rückgrat und Gesäß
8. Skorpion – Weichen und Schamglieder
9. Schütze – Hüften und Schenkel
10. Steinbock – Knie
11. Wassermann – Schienbein
12. Fische – Knöchel und Fußsohle

In dieser Hinsicht galt vor allem als Grundsatz, den Aderlass zu vermeiden, wenn der Mond in jenem Zeichen des Tierkreises steht, welches den betreffenden Körperteil regiert. So hielt man es zum Beispiel für kontraindiziert, an Armen und Händen zur Ader zu lassen, wenn der Mond sich im Zeichen der Zwillinge bewegt.
Es finden sich jedoch auch andere, mehr oder weniger davon abweichende Anweisungen, so etwa bei dem Salernitaner Arzt Archimatheus, der um 1165 schrieb: „Ferner achte beim Aderlaß auf die Zeit der Krankheit, die Jahreszeit, die Kräfte und das Alter des Kranken. Vom Beginn des Herbstes an bis zum Frühling entnimm das Blut aus dem linken Arm, vom Frühlingsanfang an aus dem rechten Arm. Wegen einer Erkrankung des Gehirn schneide in die Vena cephalica, bei einer Erkrankung der Atmungsorgane in die Vena mediana, bei einem Leiden der ernährenden Organe in die Vena hepatica; wenn du den Kranken zur Ader läßt, halte alle Sorgen von ihm fern.“

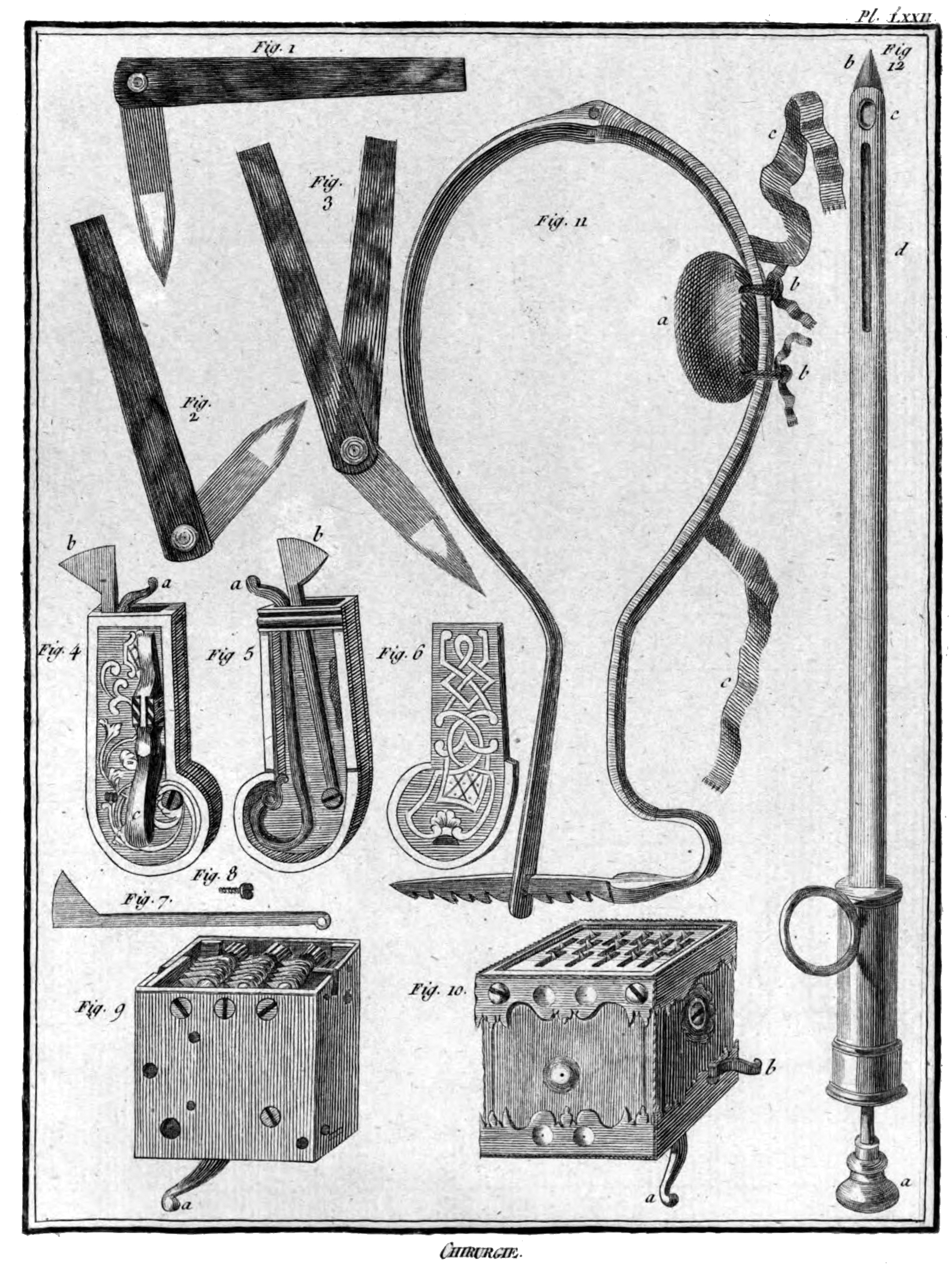
Aderlasswerkzeuge. Encyclopédie méthodique 1798/99

#### Praxis
Beim Aderlass wurde das Blut meist durch die Eröffnung von Venen entfernt (Phlebotomie). Der einen Aderlass praktizierende Therapeut wurde Phlebotomus genannt. Genauso hieß auch das Aderlasswerkzeug, der sogenannte Aderlassschnäpper. Die „zu große Vorliebe für das Aderöffnen als Heilmittel hat Christian Friedrich Harleß 1828 in den Heidelberger klinischen Annalen als Phlebotomomania (Aderlasswuth) bezeichnet.“
Spätestens seit Galen (2. Jahrhundert n. Chr.) wurde der Aderlass aber auch, wenn auch selten, durch die Eröffnung von Arterien (Arteriotomie, Sectio arteriae, Schlagaderschnitt, Schlagaderöffnung mit einem Arteriotom) praktiziert. Ob die Arteriotomie bereits von den Griechen ausgeführt wurde, kann nur vermutet werden, da nicht sicher abzuklären ist, ob vor Galen mit der Bezeichnung „Arterien“ auch wirklich diese Gefäße gemeint waren. Galen verordnete die Arteriotomie an den Schläfenarterien bei chronischem Kopfschmerz. Er beschrieb das Vorgehen genau, hinterließ im Gegensatz zu späteren Autoren jedoch keinen nach Lassstellen geordneten Phlebotomie-Traktat. Für den Fall, dass die Blutung nach dem Eingriff nicht durch einfache Kompression des Blutgefäßes zu stillen war, empfahl er die Exzision eines Teils der Arterie mit anschließender doppelter Ligatur der verbliebenen Gefäßenden.

### Antike
- Ägypten. Auf Grund der zur Verfügung stehenden Quellen scheint es, dass der Aderlass im alten Ägypten weder im Rahmen der ursprünglich magischen Medizin noch von den diese ablösenden Priestern und Ärzten vorgenommen wurde. Ein Aderlass beim Menschen wird weder im Papyrus Ebers noch im Papyrus Smith noch in den Medizinischen Papyri aus Lahun erwähnt.[32]
- Bibel. In der Bibel wird der Aderlass nicht erwähnt. Dagegen wird er im Talmud mehrmals als Behandlungsmethode genannt.[33]
- Corpus Hippocraticum (6. Jh. v. Chr. – 2. Jh. n. Chr.). In der Schrift Über die Diät bei akuten Krankheiten im Corpus Hippocraticum wird der „derivativ“ auszuführende Aderlass an mehreren Stellen erwähnt und bei verschiedenen Krankheiten empfohlen, das heißt, es sollte in der Nähe der erkrankten Region durch Aderlass eine große Blutmenge entzogen werden. Im Corpus Hippocraticum wurde lediglich in der Schrift Über die Natur des Menschen ein „revulsiv“ wirkendes Verfahren angegeben. Diese Abhandlung wurde Polybos (um 400 v. Chr.), dem Schwiegersohn des Hippokrates, zugeschrieben und enthält im Kapitel 11 mit der Beschreibung der Gefäßverläufe eine der ältesten zusammenhängenden Schilderungen der Blutgefäße[34] des Menschen. Ein nach Lassstellen geordneter Aderlaß-Traktat, wie er im Mittelalter üblich wurde, findet sich jedoch nicht. Vielmehr handelt es sich bei den entsprechenden Passagen um Einzelanweisungen im Rahmen der Nosologie.[35] Zur Behandlung von Schmerzen in der Lende und in den Hoden wurde darin der Aderlass in der Kniekehle und unter den Innenknöcheln empfohlen.[36][37]
- Alexandrinische Schule. Erasistratos (um 305 v. Chr. bis um 250 v. Chr.) war zusammen mit Herophilos (4. bis 3. Jahrhundert v. Chr.) Hauptvertreter der Alexandrinischen Ärzteschule. Im Gegensatz zu Herophilos war er ein erklärter Aderlassgegner.[38][39]
- Ärzteschule der Empiriker (um 250 v. Chr. gegründet). Die Anhänger der Ärzteschule der Empiriker standen dem Aderlass im Allgemeinen positiv gegenüber. Sie schränkten ihn aber ein und verwendeten stattdessen mehr Klistiere und Abführmittel. Diokles von Karystos (um 300 v. Chr.) gehörte zur Schule der Empiriker und er empfahl den „derivativ“ auszuführenden Aderlass vor allem bei Pleuritis und bei Pneumonie. Auch Herakleides von Tarent (um 75 v. Chr.) und Menodotos von Nikomedeia (um 100 v. Chr.) gehörten der Schule der Empiriker an und sie standen dem Aderlass im Allgemeinen positiv gegenüber. Gegner des Aderlasses und Empiriker war Chrysippos von Knidos (um 365 v. Chr.). Er empfahl stattdessen Umschläge und Bandagen.

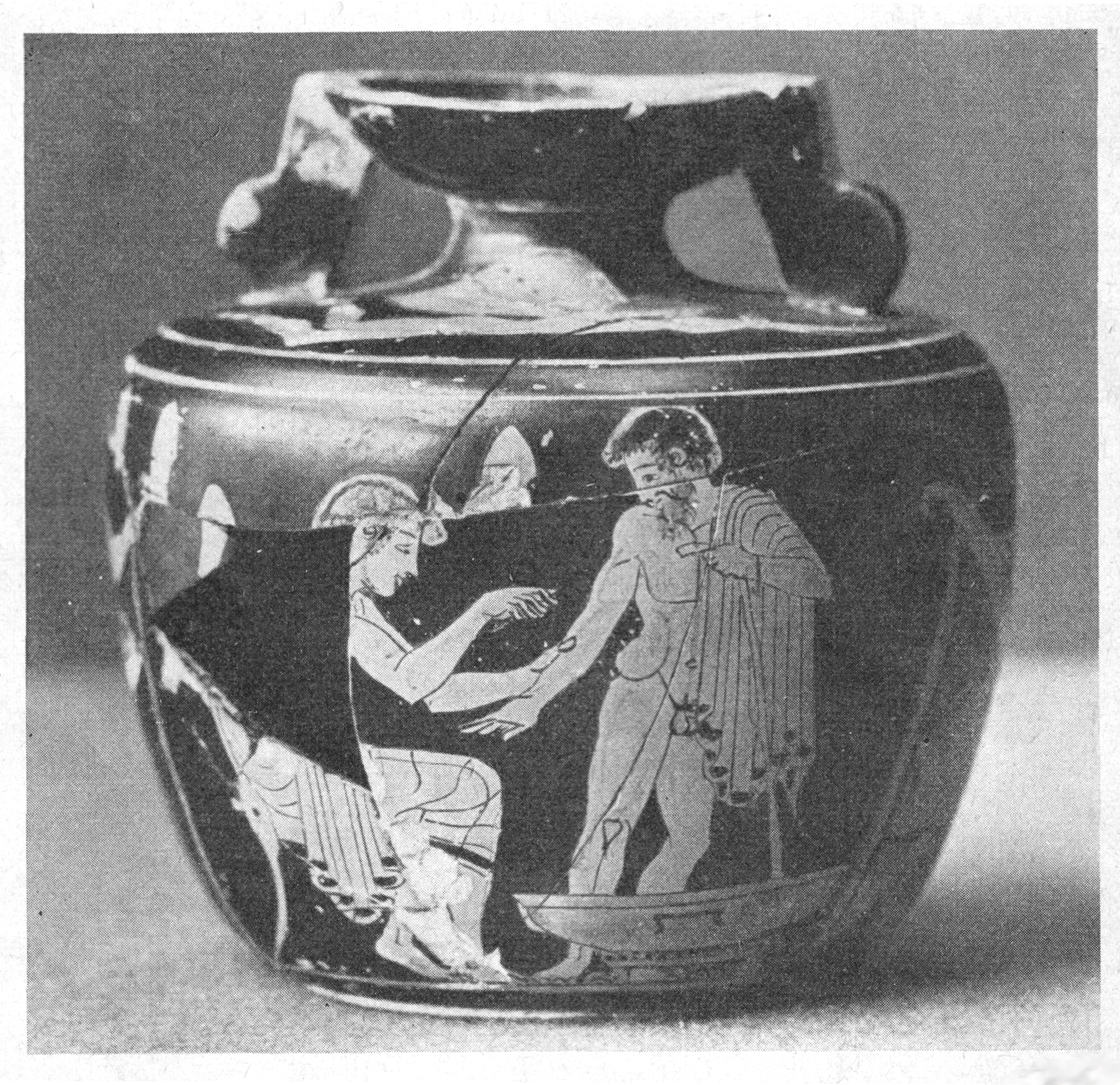
Aderlass. Abbildung auf einer griechischen Vase

- Ärzteschule der Methodiker (1. Jh. v. Chr.). Die Anhänger der Ärzteschule der Methodiker praktizierten den Aderlass „revulsiv“ in Bezug auf die örtliche Wahl der Aderlass-Stelle, „derivativ“ in Bezug auf die gelassenen Blutmengen. So wählte Themison von Laodikeia (2. bis 1. Jahrhundert v. Chr.), ein Schüler des Asklepiades von Bithynien, für den Eingriff zwar vom Krankheitsort weit entfernte Orte („Revulsion“), entzog andererseits aber große Blutmengen bis zum Eintreten der Ohnmacht („Derivation“). Soranos von Ephesos (1. Jahrhundert v. Chr.) war der einzige Methodiker, der eine gewisse Zurückhaltung bei der Aderlass-Anwendung zeigte.
- Celsus (um 25 v. Chr. – um 50 n. Chr.). In der Tradition der alexandrinischen Ärzteschule verfasste Celsus seine Enzyklopädie De medicina, in deren Buch II er dem Aderlass ein besonderes Kapitel widmete. Dabei grenzte er sich von der überbordenden Aderlass-Praxis der Methodiker ab. Bei der Festlegung der Aderlass-Indikationen forderte er eine flexible Beurteilung nach dem Alter und nach dem Kräftezustand der erkrankten Person. Wenn danach ein Übermaß an Säften vorhanden sei, mit rotem Körper und prall gefüllten Adern, oder wenn die Säfte selbst verdorben seien, so würden heftiges Fieber, Krankheiten der Eingeweide, Lähmungen, Starrkrampf, klonische Krämpfe, alle heftigen Atmungsbeschwerden, der plötzliche Verlust der Stimme und alle akuten Krankheiten die Blutentziehung fordern. Für den Fall, dass die Krankheit den Aderlass fordere, der allgemeine Kräftezustand dem aber entgegenstehe, wie zum Beispiel bei einem akuten Schlaganfall und vermindertem Kräftezustand, sei es die Pflicht des guten Arztes, die mit dem Eingriff verbundene Gefahr offenzulegen, aber auch mitzuteilen, dass ohne Aderlass keine Hoffnung vorhanden sei. „Dann sei es besser, ein zweifelhaftes Mittel anzuwenden, als gar keines“ („Satius est enim anceps auxilium experiri quam nullam“). In der Regel sollte der Aderlass auf zwei Tage verteilt werden. Bei allgemeinen Krankheiten lasse man am Arm zur Ader, bei Lokalleiden am leidenden Teil. Celsus warnte vor der Gefahr einer Verletzung der Arterien und der „Nerven“ (lateinisch nervi: Nerven, auch Sehnen) beim Aderlass. Er gab auch Hinweise zur Beurteilung des gelassenen Blutes und zur Versorgung der durch den Aderlass entstandenen Wunde.[40][41][42]
- Galen (2. Jh. n. Chr.) gilt als der Begründer der Lehre von der Fülle (plenitudo), auf der er ein ganzes medizinisches System aufbaute, das die „ausleerende Therapie“ und darunter auch den Aderlass zur wichtigsten Heilmethode werden ließ. Klar wurden jedoch auch die Richtlinien für diesen Eingriff angegeben: Sie wurden bestimmt vom Charakter der Krankheit, dem Kräftezustand und dem Alter des Patienten ebenso wie von einer eventuellen Schwangerschaft. Der Eingriff durfte bei Kleinkindern sowie bei alten und schwächlichen Patienten nicht vorgenommen werden. Ungleich den meisten Vertretern der „Hippokratischen Schule“ verschrieb Galen den Eingriff in der Regel „revulsiv“ an einer vom Herd des Übels weit entfernten Stelle. Bei Pleuritis und Pneumonie habe der Eingriff keinen oder doch nur einen geringen Nutzen, wenn er „derivativ“ am Arm der kranken Körperhälfte ausgeführt werde.[43][44]

### Mittelalter

#### Arabisches Mittelalter

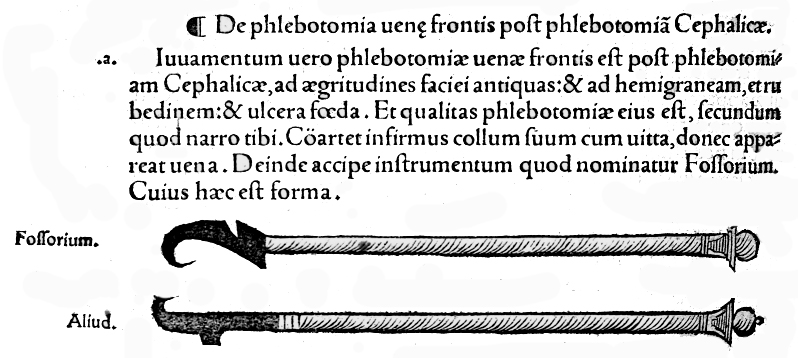
Abbildung von Messern für den Aderlass an der Stirn. Abulcasis (10. Jh.). Druck des 16. Jh. einer lateinischen Übersetzung

- Rhazes (865–925). Zu prophylaktischen Zwecken verordnete Rhazes den Eingriff z. B. zur Zeit der ersten Reife des Organismus, da er der Auffassung war, dass diese Zeit eine Reinigung des Blutes erfordere. Bei Windpocken und Krankheiten des Schlundes, bei denen Erstickungsgefahr besteht, hielt er es für angezeigt, den Aderlass an der Cephalica vorzunehmen.[46]
- Avenzoar (1091–1161). Avenzoar empfahl eine „revulsive“ Technik, indem er den Aderlass bei Pleuritis an einem dem Krankheitsherd entgegengesetzten Ort vorschrieb. Er griff jene Ärzte heftig an, die nicht so vorgingen, und behauptete, dass am Krankheitsherd ausgeführte Aderlässe den Tod des Patienten zur Folge haben könnten.[47]
- Abulcasis (936–1013)[48] und
- Avicenna (um 980–1037).[49]

Die Ausführungen über den Aderlass im Chirurgie-Teil der Schrift at-Tasrif des Abulcasis und im ersten Buch des Kanon der Medizin Avicennas haben die europäische Aderlass-Praxis bis ins 16. Jahrhundert, teilweise bis ins 19. Jahrhundert, geprägt. Abulcasis hat auch diverse zum Eingriff benötigte Geräte, so die Lasseisen (deutsch „fliete“ aus griechisch-lateinisch „phlebotom“), bereits beschrieben.

#### Lateinisches Mittelalter
Im Frühmittelalter und im Hochmittelalter praktizierten Mönche den Aderlass zunächst im Rahmen der Klostermedizin. Nachdem jedoch der 18. Canon der Beschlüsse des vierten Laterankonzils aus dem Jahre 1215 festgelegt hatte, dass „kein Subdiakon, Diakon oder Priester den Teil der Chirurgie ausüben dürfe, der Kauterisation und Schneiden umfasst“, wurde der Aderlass an die außerhalb der Klöster lebenden Barbiere und Wundärzte delegiert. Im Spätmittelalter boten dann auch Klöster wieder den Aderlass an.
- Heinrich von Mondeville (1260–1320). In der Einleitung des Aderlasskapitels seines Chirurgiebuches schrieb Heinrich von Mondeville:

„Da sie ihn für unter ihrer Würde hielten, haben die Ärzte  den Aderlass seit langer Zeit den Chirurgen überlassen.
Später haben die Chirurgen diese Operation aus folgenden Gründen den Barbieren überlassen: 1. weil sie wenig einbringt, 2. weil sie eine unwichtige und leicht auszuführende Operation ist.“
In der Praxis sei es so, dass die Reichen, die Adeligen und die Kirchenleute den Aderlass nach dem Rat eines Arztes vom Barbier ausführen ließen, das gemeine Volk dafür aber direkt zum Barbier gehe.
- Guy de Chauliac (um 1298–1368). Im 7. Traktat, 2. Doktrin, 1. Kapitel seiner Großen Chirurgie schrieb Guy de Chauliac über Aderlass, Schröpfen und Blutegelbehandlung. Er zitierte Hippokrates, Erasistratos, Galen, Rhases, Abulcasis, Avicenna … Den Aderlass nannte er das nobelste Heilmittel. Bei Bedarf könne er jederzeit abgebrochen werden, während ein eingenommenes Medikament nicht mehr aus den Gedärmen zu entfernen sei. Mit Bezug auf seine Gewährsleute gab er einen Überblick der Indikationen, der Technik und der Vorsichtsmaßnahmen des Eingriffs. Die einzelnen Aderlassstellen wurden nur beiläufig erwähnt. Er unterschied zwischen „revulsivem“ Aderlass und „derivativem“ Aderlass und ordnete jedem dieser Verfahren spezifische Indikationen zu. Die Astrologie wurde von ihm zur Bestimmung der Aderlass-Zeit herangezogen und auch die verbotenen (ägyptischen) Tage wurden von ihm benannt. Den Schluss der Abhandlung über den Aderlass bildete eine Beurteilung des Aussehens des gelassenen Blutes.[53]

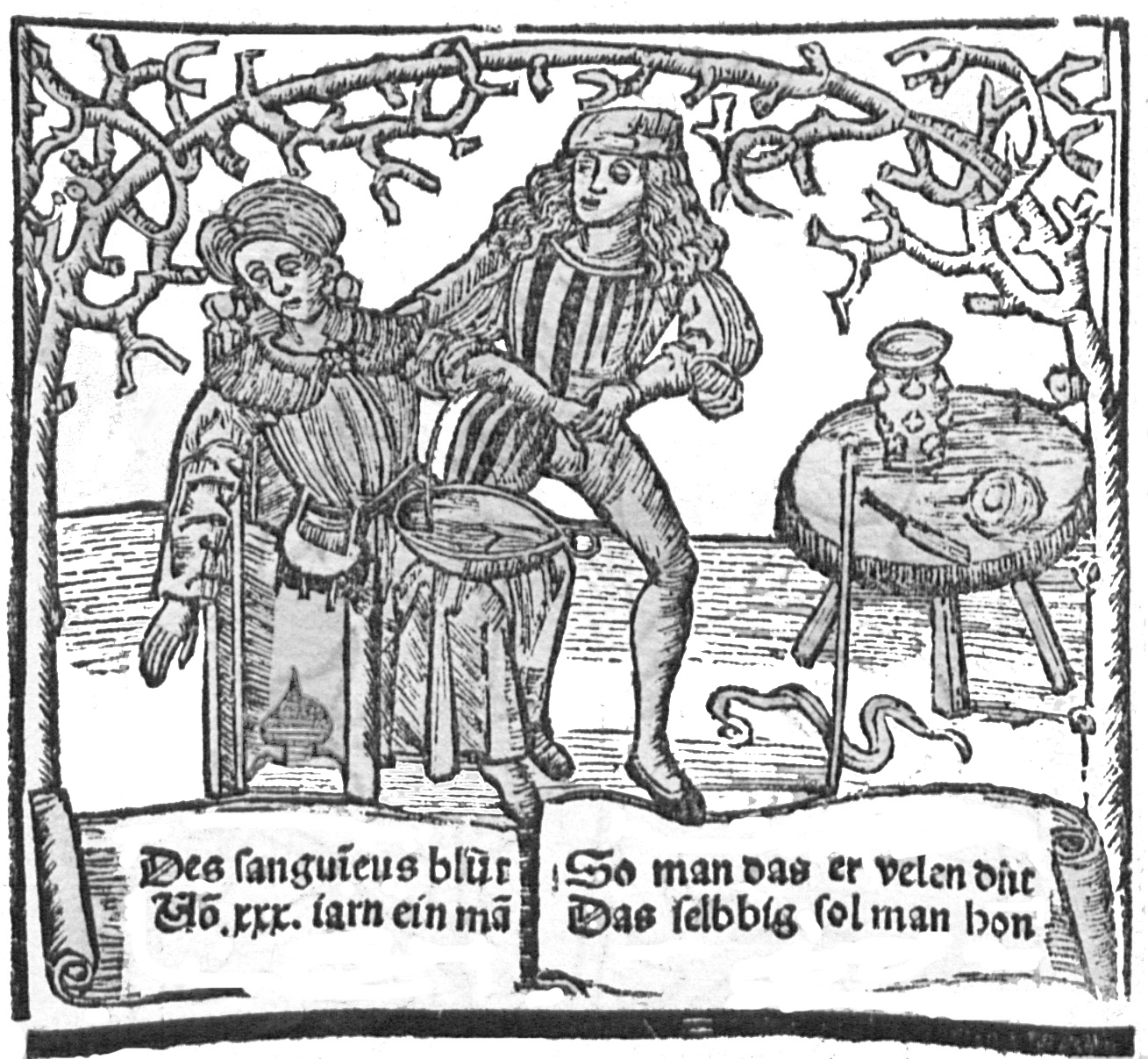
Kleines Destillierbuch. Abbildung zum Kapitel Menschen Blut Wasser

- Johannes de Rupescissa (um 1310 – nach 1365). Der apokalyptische Visionär Johannes de Rupescissa beschrieb in seinem Buch De consideratione quintae essentiae die Darstellung von Quintessenzen nach alchemistischen Arbeitsmethoden. Diese Quintessenzen sollten das Christenvolk in der Abwehr gegen die nach seiner Ansicht bald drohende Herrschaft des Antichristen stärken. Eine dieser Quintessenzen sollte aus Menschenblut hergestellt werden. Dazu war das beim Aderlass gewonnene Blut eines jungen, gesunden männlichen Sanguinikers nach Abscheiden des Serumanteils mit Salz zu vermengen. Dieses Gemisch wurde in einem verschlossenen Glasgefäß in warmen Pferdemist eingegraben, und, nachdem es sich dort verflüssigt hatte, mit einem Alembik mehrmals destilliert.

Im 15. Jahrhundert war die Consideratio quintae essentiae des Johannes de Rupescissa im südwestdeutschen Raum landessprachig als Bůch von dem fünfften wesen weit verbreitet. Auch Hieronymus Brunschwig benutzte sie als Quelle für sein Kleines Destillierbuch. Darin empfahl er ein aus Menschenblut destilliertes Wasser zur äußerlichen Anwendung bei Lähmung, als Haarwuchsmittel und zur Behandlung von „Fisteln“, sowie zur inneren Anwendung bei „Schwindsucht“. In den 1520er Jahren wurden Teile von Brunschwigs Destillierbüchern durch den aus Nürnberg stammenden Philipp Ulstad in lateinischer Übersetzung als Coelum philosophorum herausgegeben, insbesondere die Abschnitte, für die Brunschwig Johannes de Rupescissa als Quelle benutzt hatte. Als Indikation für ein aus Menschenblut gewonnenes Destillat gab Ulstad „quocunque morbus – siechtag der sei wie er will“ an.

##### Aderlass-Texte und Aderlass-Abbildungen

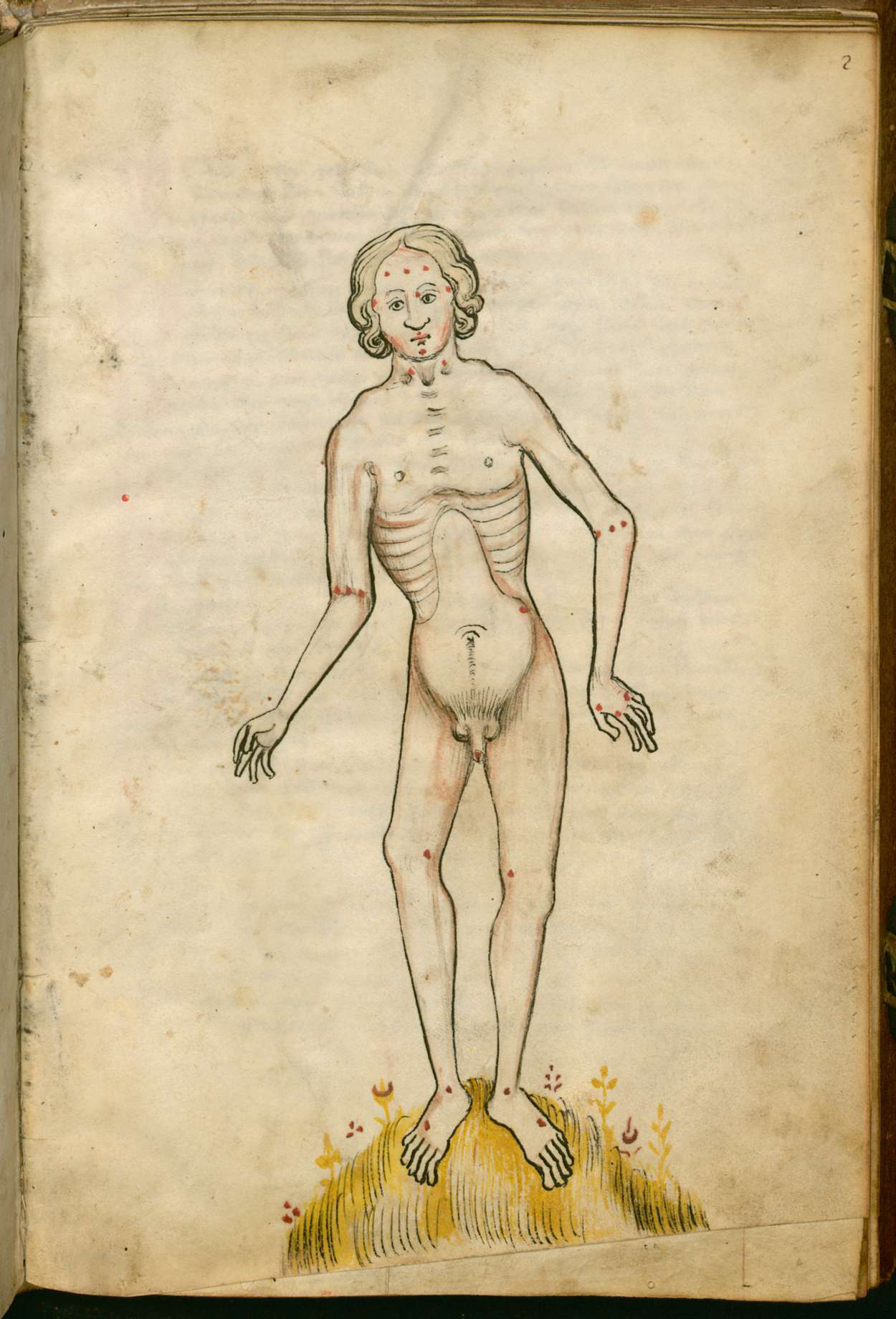
… Cgm 32, … Kalender und Praktika, 14. Jahrhundert
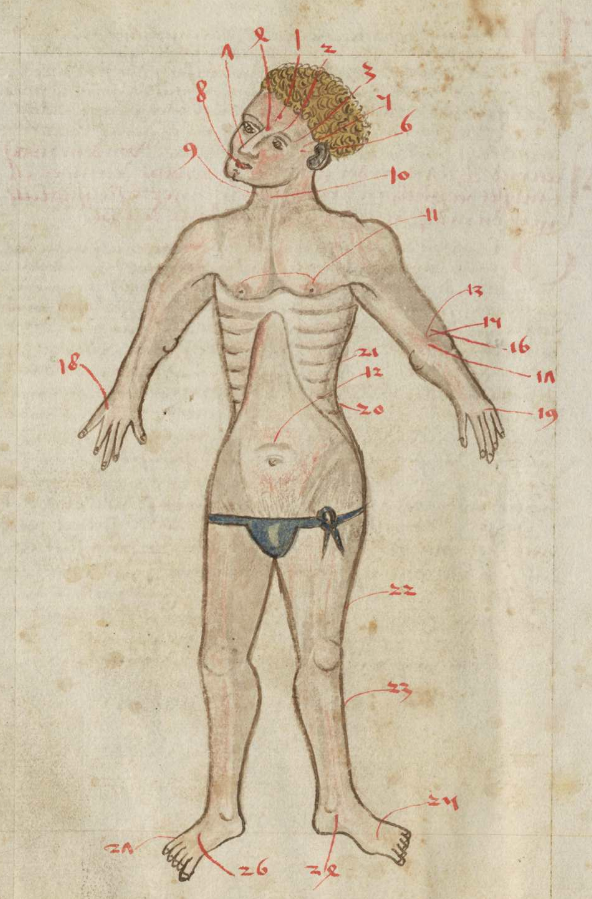
Mischandschrift ca. 1460
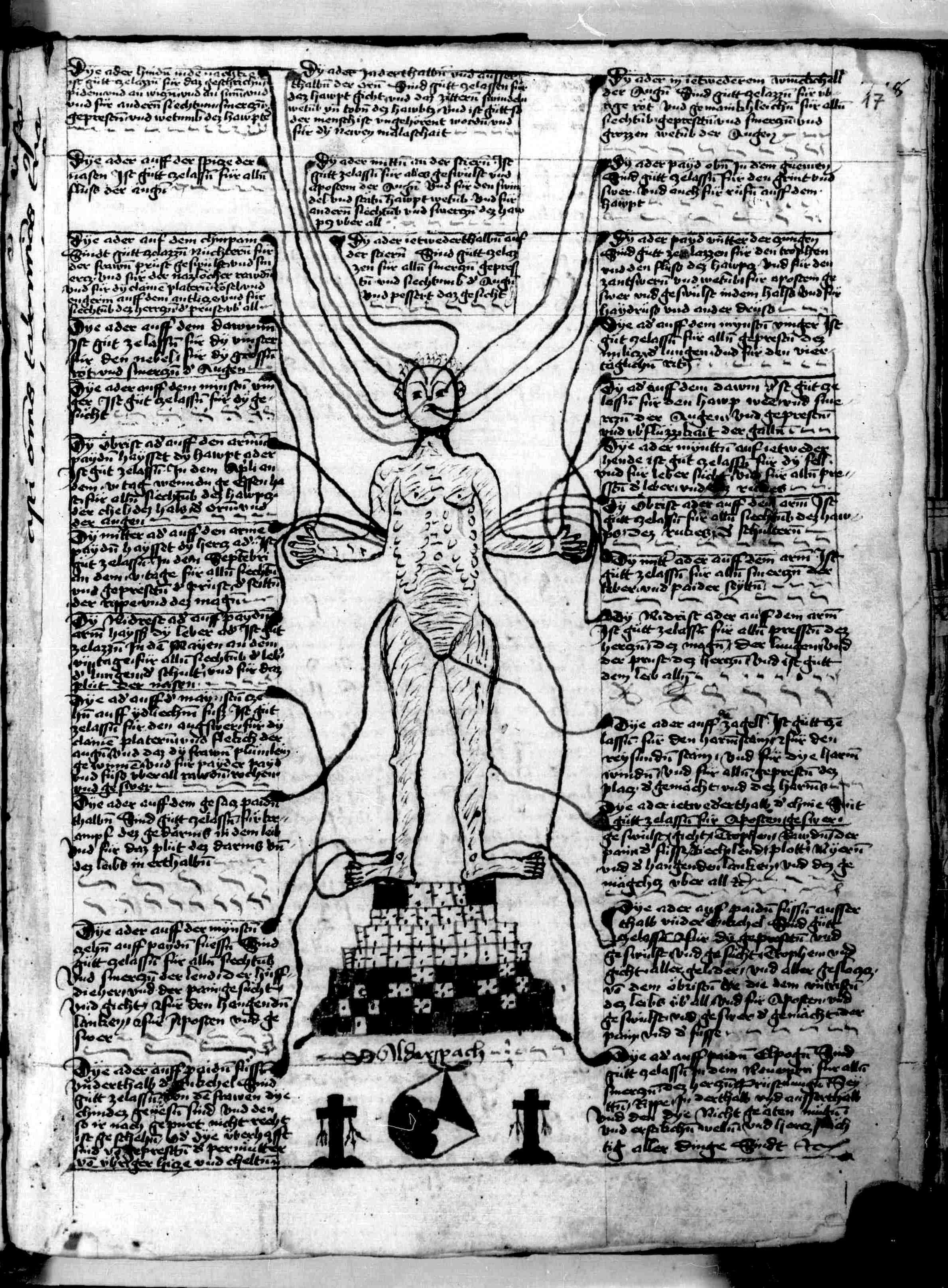
… Clm 2777, … Kalender 1469
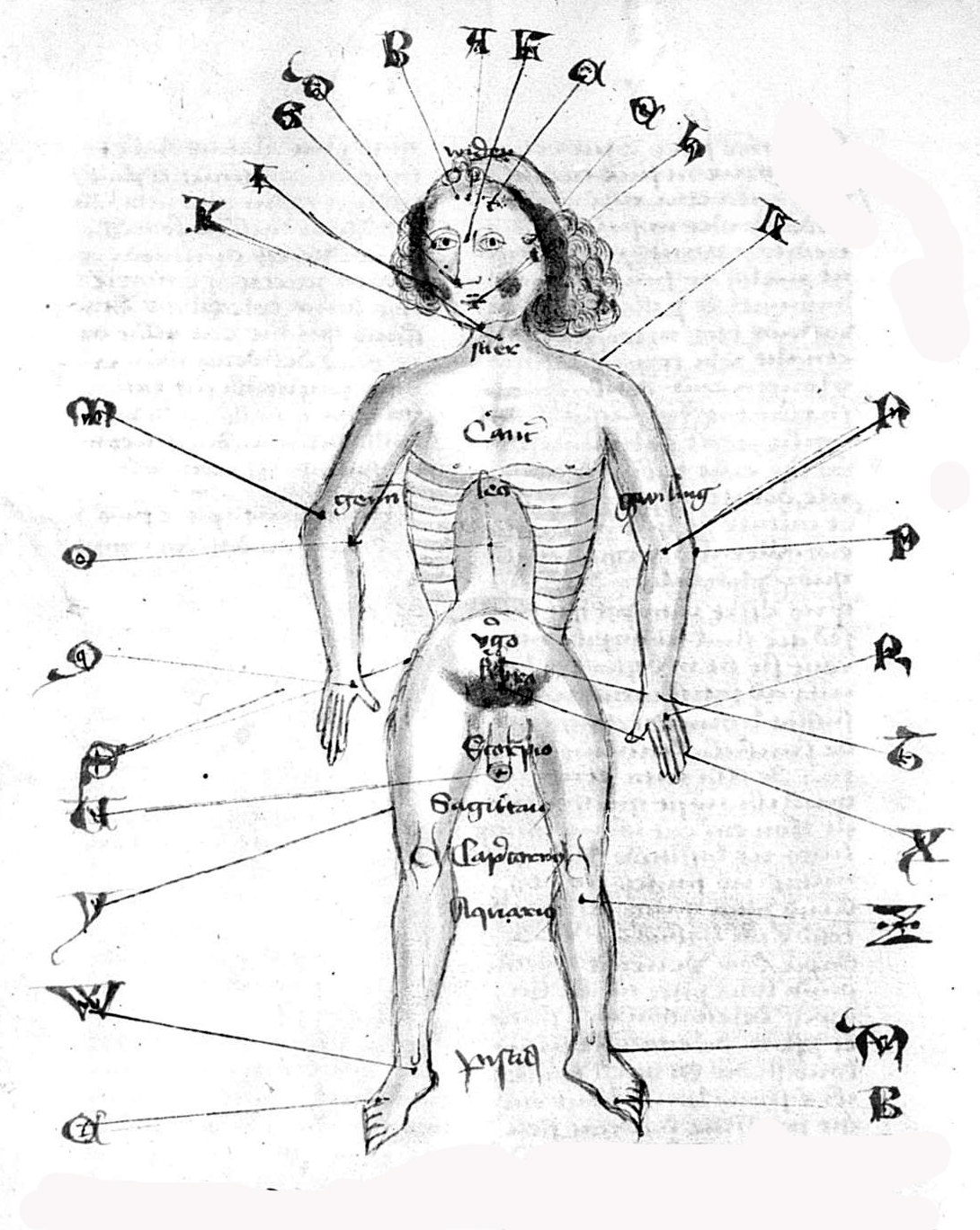
Clm 18294, 1471
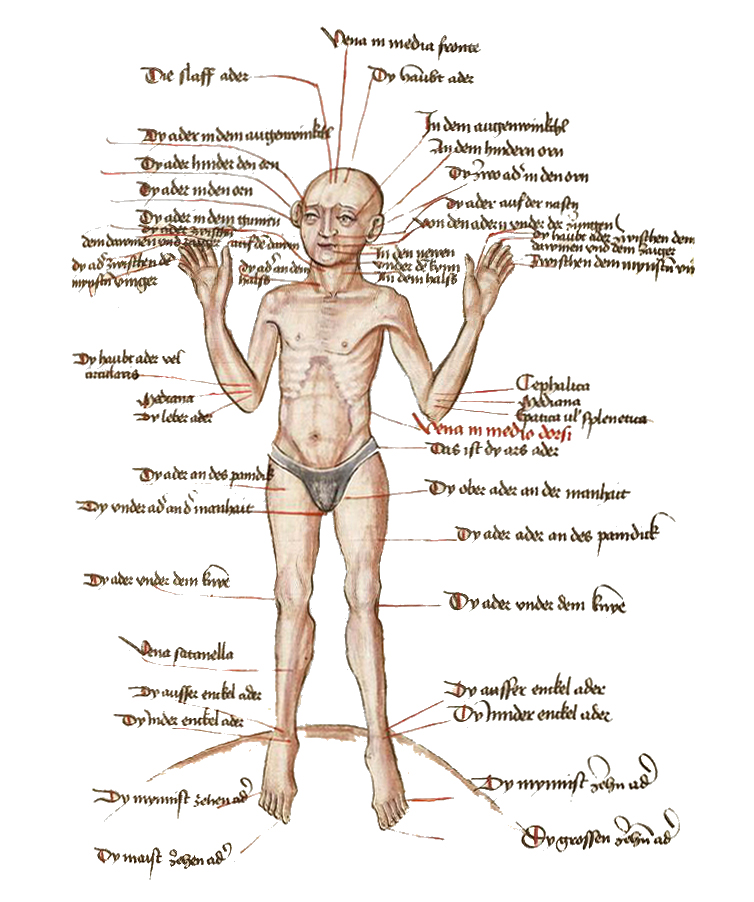
… Cpg 291, Bayern, … 2. Hälfte des 15. Jh.
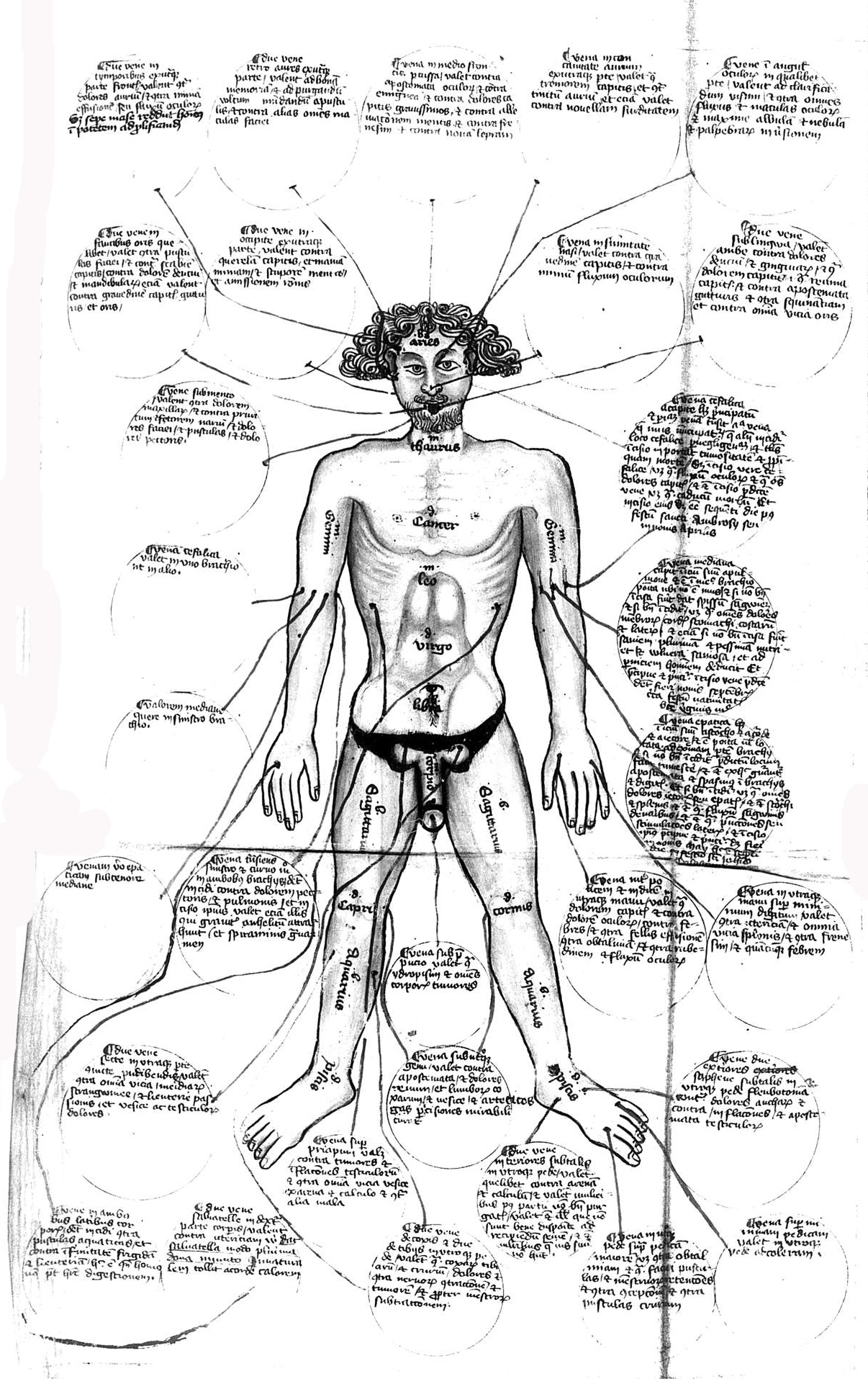
… Clm 206, … Kalender, 15. Jh.
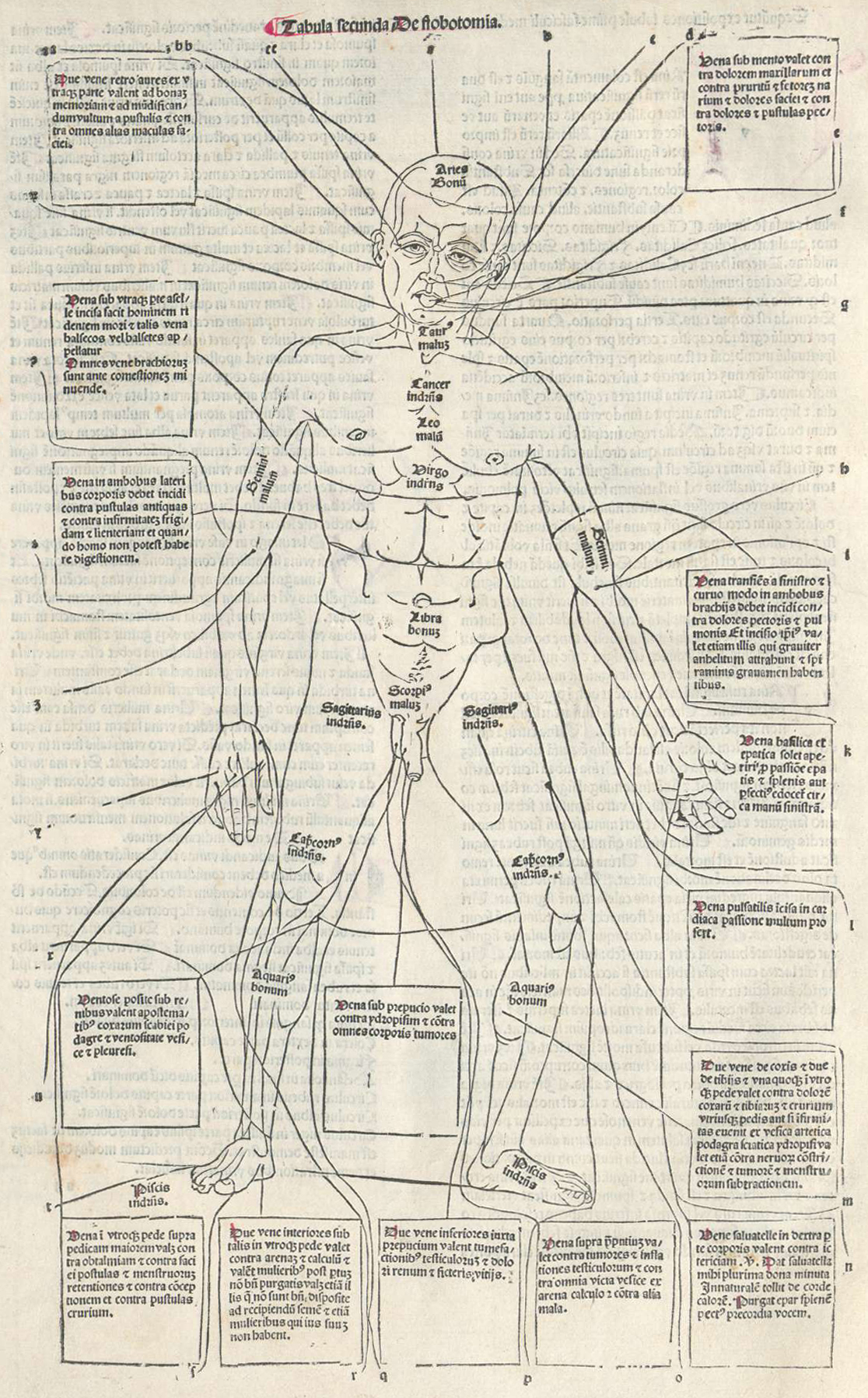
Fasciculus Medicinae. Venedig 1491
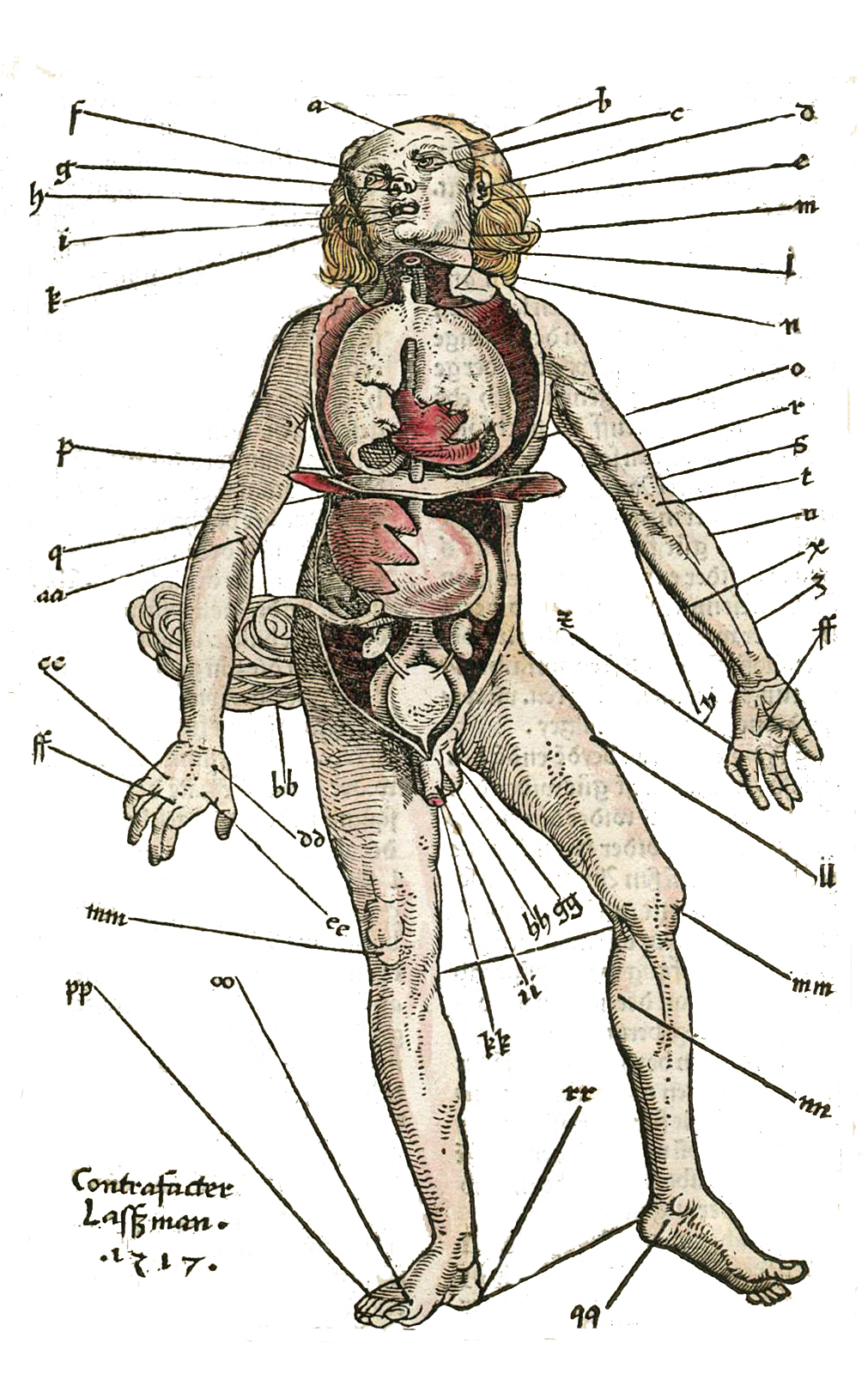
Hans von Gersdorff: Feldbuch der Wundarznei, Straßburg 1517

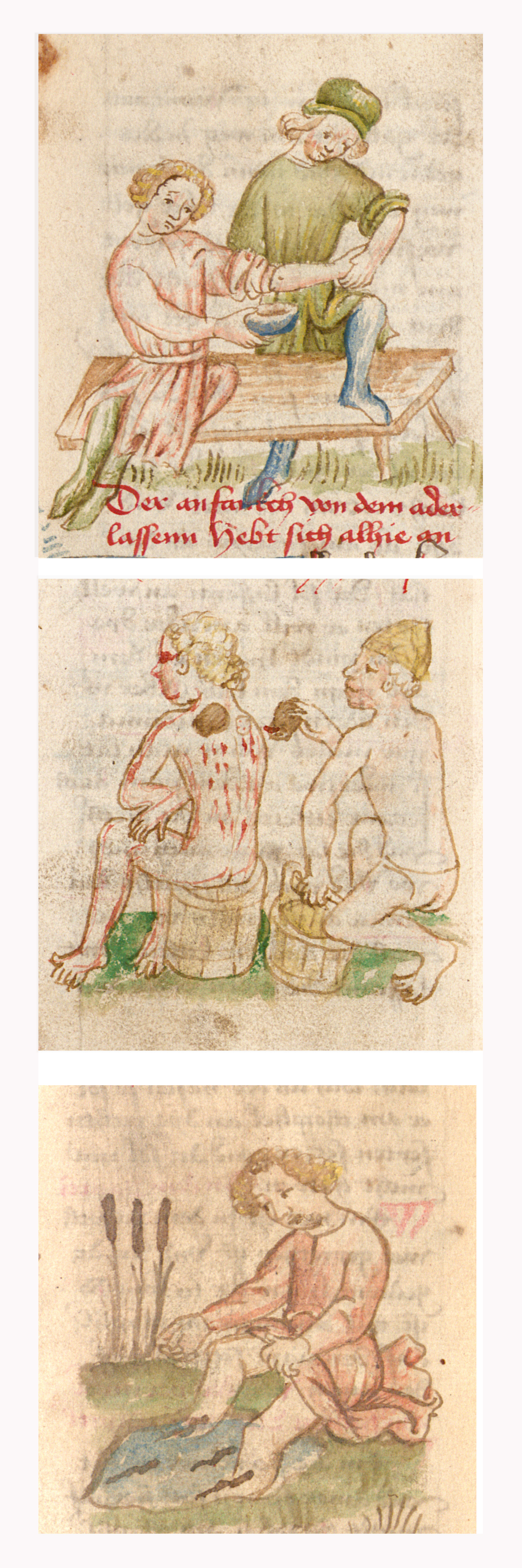
Aderlass, Schröpfen und Blutegelbehandlung. Cgm 340, 15. Jahrhundert (Aderlass-Traktat des Jakob Engelin)

Vom Mittelalter bis in die frühe Neuzeit wurden zahlreiche Aderlasskalender und Aderlasstraktate verfasst. So etwa 1520 von Alexander Seitz, 1524 von Peter Apian und Anfang des 16. Jahrhunderts der Trierer Aderlasskalender. Als für die praktische Ausführung bezüglich etwa der Schnitttechnik, der Lassstellen (bis zu 25 Aderlass-Stellen waren geläufig) und der Indikationen beim Aderlass wichtige Schrift im Mittelalters gilt die (pseudo-hippokratische) Phlebotomia Hippocratis, ein als Quästionentext vorliegender Aderlass-Traktat, der sich bis ins 8. Jahrhundert zurückverfolgen lässt, von Maurus von Salerno bearbeitet wurde, bearbeitet ins Deutsche übersetzt wurde und Einfluss auf weitere mittelalterliche Aderlasstexte nahm. Der zu Beginn des 12. Jahrhunderts in einer rheinfränkischen Handschrift erstmals belegte und vielleicht eher entstandene lateinische Kurztraktat Laus phlebotomiae (Lob des Aderlasses), unter anderem auch als De minutionis utilitate (wörtlich: Über den Nutzen des Lassens) überliefert, findet sich im Anhang zur Phlebotomia Hippocratis und hatte ebenfalls großen Einfluss auf die spätmittelalterliche Medizinliteratur.
- „Vierundzwanzig-Paragraphen-Text“. Im 13. oder frühen 14. Jahrhundert wurde ein Traktat verfasst, der vorwiegend aus dem Canon Avicennas schöpfte und in dem die Lokalisationen von circa 24 Aderlass-Stellen und ihre Indikationen aufgezählt wurden. Praxisgerecht waren sie in der Reihenfolge „von Kopf bis Fuß“ aufbereitet. Bis ins 16. Jahrhundert wurde dieser „Vierundzwanzig-Paragraphen-Text“ zusammen mit Abbildungen der Aderlass-Stellen in Manuskripten und Drucken verwendet.[79][80][81][82]

- Jakob Engelin (um 1360 – vor 1427), der bis 1406 als Leibarzt von Leopold von Österreich belegt ist, wird ein Aderlass-Traktat zugeschrieben, der in zahlreichen Manuskripten des 15. Jahrhunderts enthalten ist.[83][84]

- In einem zwischen 1450 und 1470 in Süddeutschland abgefassten Manuskript (Cpg 644) wird ein Aderlasstext erstmals greifbar, der den Grundstock des Aderlassteils im Fasciculus Medicinae von 1491 bildete. 1517 übersetzte Hans von Gersdorff wesentliche Anteile dieses Traktats ins Deutsche.[85]

Für den praktisch tätigen Arzt des (Spät-)Mittelalters gab es sogenannte Lasszettel und Aderlassbüchlein, in welchen – meist im „Taschenformat“ wie das um 1480 verfasste Haager Aderlaßbüchlein im Quartformat – die wichtigsten Aderlassvorschriften (Lassregeln) verzeichnet waren.
Zur Behandlung zum Beispiel der Pest wurden Aderlässe auch in Eigentherapie, also ohne Arzt, durchgeführt. So wurden um 1400 von bairisch-österreichischen und schwäbischen Laienärzten sogenannte Pestlassmännlein publiziert. Die entsprechenden Lassstellen wurden mittels gezeichneter Ganzkörperfiguren („Aderlassmann“, auch „Laßmännchen“) erklärt.
In den Aderlassbüchlein wurden oft Anweisungen sowohl zum Aderlass als auch zur Blutschau beschrieben. Ein vor 1480 verfasstes sogenanntes Bairische Aderlaßbüchlein (überliefert im Heidelberger cpg 558) enthält wie auch das etwa zur gleichen Zeit (im zweiten Drittel des 15. Jahrhunderts) entstandene rheinfränkische Genter Aderlaßbüchlein unter anderem Exzerpte aus Ortolf von Baierland und diente als kompiliertes Nachschlagewerk der schnellen Information des zur Ader lassenden Arztes. Im um 1520 (zwischen 1516 und 1531) in Südböhmen aus spätmittelalterlichen Quellen zusammengestellten Asanger Aderlaßbüchlein sahen die Verfasser (wohl zwei Wundärzte) den Aderlass als „wichtigste Methode heilkundlichen Handelns“ an.

##### Diagnostischer Aderlass – Aderlass-Risiken
Neben dem therapeutischen Aderlass existierte bereits im Mittelalter ein damit oft verbundener diagnostischer Aderlass zum Zweck der Blutuntersuchung, der Blutschau (Hämatoskopie), die vor allem von Maurus von Salerno, beruhend auf der ins 8. Jahrhundert zurückreichenden pseudohippokratischen Phlebotomia Hippocratis, geprägt war und in Lehrwerken von Bernhard von Gordon, Heinrich von Mondeville und Ortolf von Baierland verbreitet wurde. Zur Blutschau wurde das in einem sogenannten „Lassbecher“ (mittelhochdeutsch lāzbecher) aufgefangene Blut vom Arzt inspiziert und daraus für den Patienten die Krankheit bestimmt. Entwickelt hatte sich die Blutschau gemäß Friedrich Lenhardt „aus den Anweisungen zur Bemessung der Menge des Aderlaßblutes […], als deren Kriterien u. a. Konsistenz und Farbe des frischen Aderlaßbluts genannt werden“.
Möglicher Risiken eines Aderlasses war man sich auch schon im Mittelalter bewusst und hatte auch ein Repertoire zur Behandlung unerwünschter Nebenwirkungen. Die Möglichkeit eines Bewusstseinsverlustes beim Aderlass nutzte und empfahl der Chirurg Wardrop 1823, der bei einer Patientin, der er einen Tumor an der Stirn entfernen wollte, etwa einen Liter Blut entzogen hatte.

### Neuzeit

#### Pierre Brissot – Andreas Vesalius – Leonhart Fuchs – Lorenz Fries – Santorio Santorio
| Aderlass-Streit. Zu Beginn des 16. Jahrhunderts initiierte der französische Arzt und Humanist Pierre Brissot den „Aderlass-Streit“, eine Kontroverse, die entbrannte, als er im Gegensatz zur damaligen Lehrmeinung dafür eintrat, den Aderlass möglichst nahe am erkrankten Organ durchzuführen („Derivation“ statt „Revulsion“). Insbesondere vertrat er dies bei Brust- und Lungenentzündungen, bei denen er anlässlich einer Epidemie 1514 mit seiner Methode Erfahrungen sammeln konnte. Er berief sich dabei auf die entsprechenden Aussagen in der Schrift Über die Diät bei akuten Krankheiten im Corpus Hippocraticum. Brissot gab an, die „Revulsion“ beim Aderlass sei erst durch die Araber (Ibn Zuhr) eingeführt worden. Obschon einige Vertreter der Pariser Fakultät sich den Lehren Brissots anschlossen, gelang es deren Gegnern dennoch, ein Dekret zu erwirken, das die Anwendung des derivativ wirkenden Aderlasses verbot. Der Kampf um den Aderlass führte zu einer Spaltung in der medizinischen Welt und zum Kampf zwischen Galenismus und Hippokratismus. Brissot starb in der portugiesischen Verbannung. Seine Schriften wurden jedoch kommentiert und je nach der Einstellung des Kommentators überaus gelobt oder heftig bekämpft. Zu den Gegnern Brissots gehörte Thomas Erastus (1524–1583). - Pierre Brissot (1478–1522) - Andreas Vesalius (1514–1564) - Abb. der Vena azygos in Vesals Epistola. 1538 - Leonhart Fuchs (1501–1566) - Lorenz Fries (um 1490–1531/32) - Santorio Santorio (1561–1636) - Pierre Brissot (1478–1522). Brissots Schlussfolgerung für die Praxis war, dass der Aderlass nur in der Ellenbeuge der Seite des Krankheitssitzes durchzuführen sei, wobei bedeutende Blutmengen entzogen werden sollten. - Andreas Vesalius (1514–1564). Vesal untersuchte die von Hippokrates für den Aderlass angegebenen Indikationen und stellte fest, dass sich der von Hippokrates verwendete Ausdruck „dolor lateralis“ nicht allein auf die Pleuritis, sondern auch auf andere Erkrankungen des Thorax beziehe. Die richtige Wahl der Aderlassstelle bei Pleuritis hängt nach Vesal vom genauen Verlauf der Vena azygos ab, den er als erster erkannte. Die Vena azygos verläuft nach Vesal rechts von der Wirbelsäule. Vesals Folgerung war, dass bei linksseitiger wie bei rechtsseitiger Pleuritis der Eingriff stets an der Vene des rechten Armes vorzunehmen sei. - Leonhart Fuchs (1501–1566). Im deutschsprachigen Raum wurde Brissots Standpunkt insbesondere durch den Humanisten Leonhart Fuchs verteidigt. - Lorenz Fries (ca. 1490–1531/32). Fuchs Gegenspieler, der Arabist Lorenz Fries, zitierte im Abschnitt über Aderlass seines Spiegel der Arznei aus dem Kanon der Medizin des Avicenna. - Santorio Santorio (1561–1636). Santorio gilt als Begründer der iatromechanischen Schule. Nach ihm sollte der Aderlass „derivativ“ auf der Höhe des erkrankten Organs erfolgen. Dabei sei es aber egal, auf welcher Seite man den Eingriff vornehme. |

#### Paracelsus – Leonardo Botallo – Johan Baptista van Helmont
| - Paracelsus ….. (1493–1541) - Leonardo Botallo (1530–1570) - Van Helmont ….…. „Wieder das Aderlassen“ - Johan Baptista van Helmont (1580–1644) - Paracelsus (1493–1541). In seiner Abhandlung über den Aderlass polemisierte Paracelsus gegen die „ungelernten Aderlass-Ärzte“, die ihre ganze Weisheit aus Volkskalendern bezögen. Er selbst ließ sich beim Aderlass zwar auch von traditionellen Regeln – auch von den Regeln der Astrologie – leiten, bestand jedoch darauf, dass vor deren Anwendung eine individuelle Diagnostik durchzuführen sei. Bei der Behandlung der Manie z. B. war für Paracelsus der Aderlass ein Arcanum, während er ihn beim Asthma als kontraindiziert ansah. - Leonardo Botallo (1530–1570). Der in Asti geborene Chirurg und Anatom Leonardo Botallo gilt als „König der Aderlasser“. Den größten Teil seines Lebens verbrachte er in Paris. Er war Leibarzt der französischen Könige Karl IX. und Heinrich III. Die Pariser Fakultät verurteilte Botallos Methoden, nach denen Greise und Kinder sechsmal im Jahr zur Ader gelassen wurden. Seine Anhänger wollten den Eingriff bei Fieberepidemien, Pleuropneumonien, Koliken und Blähungen vorschreiben und haben auch die Möglichkeit erwogen, selbst die Schwindsucht durch die Entnahme von zwei bis drei Litern Blut zu heilen. Zu den leidenschaftlichsten Anhängern Botallos gehörten Jean Riolan (1580–1657) und Guy Patin (1601–1672). - Johan Baptista van Helmont (1580–1644). Van Helmont lehnte den Aderlass grundsätzlich als einen Eingriff ab, der notwendigerweise zu einem Kraftverlust führe, und der damit die Heilung verzögere oder verhindere. Auf van Helmonts Abhandlung über das Aderlassen bei Fiebern beriefen sich die Aderlasskritiker Théophile de Bordeu (1722–1776) und Johann Gottlieb Wolstein (1738–1820). |

#### William Harvey – Marcello Mapighi – Jean Riolan
| - William Harvey (1578–1657) - Marcello Malpighi (1628–1694) - Jean Riolan (1580–1657) - William Harvey (1578–1657) und Marcello Malpighi (1628–1694). Die Experimente William Harveys, die 1628 zur Darstellung des Blutkreislaufes führten, und die darauf aufbauenden Untersuchungen Marcello Malpighis lieferten neue Grundlagen in der Diskussion über den Aderlass, stellten diesen selbst aber nicht in Frage. - Jean Riolan (1580–1657). Harveys Lehre vom Kreislauf des Blutes blieb nicht unwidersprochen. So argumentierte der Pariser Chirurg Jean Riolan der Jüngere unter anderem damit, dass im Falle der Existenz eines Blutkreislaufes der Aderlass weitgehend seinen Sinn verlieren würde, denn: „Was soll eine »derivatio« am Orte der Blutanhäufung und Entzündung, wenn das Angesammelte sogleich ersetzt wird? Was soll dann noch eine »revulsio«, also ein Abziehen von Blut durch Aderlass an entfernter Stelle am Fuß, z. B. bei Plethora des Gehirns?“ |

#### Charles Bouvard – Molière
| - Charles Bouvard (1572–1658) - J. B. P. Molière (1622–1673) - „Der eingebildete Kranke“ 1673 - Charles Bouvard (1572–1658). Charles Bouvard war von 1627 bis 1643 „Oberster Arzt des Königs“ (Premier médecin du roi) und gleichzeitig „Oberaufseher des königlichen Gartens“. Im Scherz, und um ihn lächerlich zu machen, schrieb Nicolas Amelot de La Houssaye (1634–1706) in seinen „Mémoiren“, dass Bouvard dem König in einem Jahr 215 Arzneien, 212 Einläufe und 47 Aderlässe verordnet habe. Man könne demnach behaupten, dass der junge König (Ludwig XIII.) damit „Medizinkurse in all ihren möglichen Formen durchlaufen habe.“ - Molière (1622–1673). In der am 10. Februar 1673 uraufgeführten Molière-Komödie Der eingebildete Kranke befolgte der Hypochonder Argan alle Anordnungen seines Arztes Purgon. Der Name „Purgon“ war abgeleitet von dem Verb lateinisch purgare bzw. französisch purger (deutsch purgieren) mit der Bedeutung von „reinigen, läutern“. Diese Reinigung sollte die erkrankte Person vom Krankheitsstoff befreien, und sie wurde auf drei Wegen angestrebt: durch Aderlass, durch Abführmittel und durch Brechmittel. |

#### Thomas Sydenham – Bernardino Ramazzini
| - Thomas Sydenham (1624–1689) - Bernardino Ramazzini (1633–1714) - Thomas Sydenham (1624–1689). Als Freund von Robert Boyle und John Locke teilte Sydenham deren Ideen von der zentralen Rolle der direkten Beobachtung. Am Krankenbett beobachtete und dokumentierte er den Verlauf der Erkrankung, das Verhalten des einzelnen Kranken gegenüber dem Leiden und gegenüber den ärztlichen Maßnahmen. Indem er die Gesetzmäßigkeiten seiner Beobachtungen herausarbeitete, schuf er einen Vorentwurf zum Aufbau einer Nosologie. Vehement argumentierte er gegen die zu seiner Zeit allgemein verbreitete Meinung, bei fieberhaften Erkrankungen seien schweißtreibende Therapien anzuwenden. Er forderte dagegen Therapiemaßnahmen, die Entzündungen abschwächen. Mit ausleitenden Verfahren begann er seine Behandlungen, wobei ein Aderlass von 10 Unzen (ca. 300 g) das Standardmittel darstellte. Den Aderlass ergänzte er meist durch die Gabe von Abführmitteln. Brechmittel verordnete er seltener. Nach dieser Ausleerungsphase gab er schmerzstillende Mittel und kräftigende Mittel. Die Auswahl seiner Mittel war von einem ausgeprägten Eklektizismus geprägt. Den Aderlass setzte Sydenham differenziert ein. Das Alter und der Kräftezustand der Kranken sowie der Charakter der Krankheit waren für ihn Kriterien die bestimmten, ob und in welcher Intensität das Verfahren anzuwenden war. Bei der „podagra“, einer Erkrankung an der er selbst zeitlebens litt, fand er den Aderlass kontraindiziert, weil die „schädlichen Stoffe“ sich bereits auf den Gelenken abgesetzt hätten und durch den Aderlass oder andere ausleitende Verfahren nicht zu entfernen seien. Bei der „pleuritis“ dagegen empfahl er einen Aderlass von 10 Unzen (ca. 300 g), der nach eintägigen Pausen bis zu zwei Mal wiederholt werden konnte. - Bernardino Ramazzini (1633–1714). Der italienische Arzt Bernardino Ramazzini gilt als Begründer der Arbeitsmedizin und Pionier der Hygiene und Sozialmedizin. In seiner Abhandlung über die Krankheiten der Handwerker und Künstler mahnte er, in der Therapie Aderlass und Purgiermittel unter Berücksichtigung des Kräftezustandes der Patienten nur sehr vorsichtig einzusetzen. Zum Beispiel bei der Behandlung der Krankheiten der Landleute: „Sehr oft wird bei der Heilung der Krankheiten, die die Landleute befallen, deswegen gefehlt, weil man insgemein glaubt, sie könnten wegen ihrer starken Kräfte leicht stärkere Mittel vertragen, als die in der Stadt wohnenden Leute. Ich sehe oft, dass die armen Bauern, die in die allgemeinen Krankenhäuser gebracht werden, von den jungen Ärzten durch den Gebrauch starker Purgiermittel, und das wiederholte Aderlassen gänzlich entkräftet werden, da doch ihre von der Arbeit geschwächten Kräfte den Gebrauch dieser Mittel nicht zu lassen.“ |

#### Lorenzo Bellini – Jean-Baptiste Silva – Jean Claude Adrien Helvétius – Julien Offray de La Mettrie
| Bellinis Lehre. Lorenzo Bellini, ein Schüler von Marcello Malpighi und Francesco Redi, versuchte die Lehre von der „Revulsion“ und „Derivation“ mit den Gesetzen des Kreislaufes zu vereinbaren. Aufgrund theoretischer Erwägungen stellte er die Behauptung auf, dass nach Beseitigung der Widerstände durch die Venenöffnung mehr Blut mit größerer Schnelligkeit in das verwundete Gefäß hineinströmen müsse als in alle übrigen Gefäße, wo die Blutsäule der Geschwindigkeit des venösen Blutes ein Hindernis entgegensetze. Denn Geschwindigkeit und Blutmenge in einem Gefäß seien allgemein umgekehrt proportional zu den Widerständen. Diese erhöhte Geschwindigkeit teile sich allmählich der zuführenden Arterie und schließlich dem ganzen Gefäßsystem mit und dauere so lange, bis die Kraft des Herzens geschwächt werde. Auch nach Verschluss der Vene dauere die Geschwindigkeitserhöhung noch eine Zeit lang fort, und zwar in dem entleerten Gefäß am meisten. Auf diese Weise entstehen demnach ein Zufluss zur Aderlass-Stelle und eine Ableitung aus anderen Teilen. - Lorenzo Bellini (1643–1704) - Jean-Baptiste Silva (1682–1742) - Traité de l’usage des différentes sortes de saignées. 1727 - J. C. A. Helvétius (1685–1755) - J. O. de La Mettrie (1709–1751) - Lorenzo Bellini (1643–1704). Bellinis Schlussfolgerung für die Praxis war, dass ein kräftiger Aderlass, der weit entfernt vom Krankheitsort ausgeführt wird, die größte Heilwirkung haben müsste. - Jean-Baptiste Silva (1682–1742). Der Pariser Chirurg J. B. Silva stützte sein System auf den Hypothesen Bellinis ab und er gab den Begriffen „Derivation“ und „Revulsion“ eine neue Bedeutung, indem er mit Hinweis auf den Blutkreislauf zwar weit vom Krankheitsort entfernte Venen eröffnete, dabei aber große Blutmengen ausleeren ließ. Als er 1721 bei einer Erkrankung des Königs Ludwig XV. um Rat gefragt wurde, riet er zu einem Aderlass am Fuß, weit entfernt vom Ort der Erkrankung, der Heilung brachte. - Jean Claude Adrien Helvétius (1685–1755). Bei „Blattern“ („petites véroles“) war nach Helvétius keine Therapie effektiver als ein möglichst schon vor Ausbruch des Ausschlages durchzuführender Aderlass. Dieser würde das aufgestaute Gift entleeren. Um die bei aufgestauten Blattern bestehende Anschwellung des Gehirns abklingen zu lassen, sei der Aderlass nach der Methode Bellinis auszuführen. - Julien Offray de La Mettrie (1709–1751). Der französische Arzt und Philosoph Julien Offray de La Mettrie praktizierte von 1735 bis 1742 als Arzt in seiner Heimatstadt Saint-Malo. Die dabei gesammelten Erfahrungen veröffentlichte er in zwei Abhandlungen zur praktischen Medizin, die 1740 und 1743 in Paris veröffentlicht wurden. Er berief sich darin auf seinen Lehrer Herman Boerhaave sowie auf die von ihm geschätzten Thomas Sydenham, Jean-Baptiste Silva und Jean Claude Adrien Helvétius. Bei der Behandlung der „Blattern“ („petites véroles“) orientierte er sich an dem 1722 von Helvétius aufgestellten Behandlungsprinzip, bei dem der Aderlass vor dem Ausbruch des Ausschlags in Anlehnung an die von Bellini angegebene Methode ausgeführt wurde. |

#### Georg Erhard Hamberger – François Quesnay – Jean-Baptiste Sénac – Anton de Heyde – Albrecht von Haller
| - G. E. Hamberger (1697–1755) - François Quesnay (1694–1774) - Jean-Baptiste Sénac (1693–1770) - Anton de Heyde (Mitte 17. Jahrhundert) - Albrecht von Haller (1708–1777) - A. v. Haller. Experiment an der Leiche - Georg Erhard Hamberger (1697–1755). In Anlehnung an Bellini erkannte Hamberger keinen Unterschied hinsichtlich des „derivatorischen“ und „revulsorischen“ Wirkmechanismus des Aderlasses an, und er erklärte, alle Wirkungen des Aderlasses beruhten auf der Verminderung der Flüssigkeitsmenge und auf der Veränderung der Zirkulationsgeschwindigkeit. - François Quesnay (1694–1774). Der französische Arzt und Ökonom François Quesnay widersprach Bellinis Thesen aufgrund von hydraulischen Versuchen, die er im Labor angestellt hatte. - Jean-Baptiste Sénac (1693–1770). Sénac, der Leibarzt von König Ludwig XV., veröffentlichte 1730 unter Pseudonym eine Streitschrift, in der er Bellinis Theorien angriff. In der von ihm kommentiert herausgegebenen Anatomie Heisters und in seinem Hauptwerk über die Anatomie des Herzens griff er die Thesen aus dieser Streitschrift wieder auf. - Anton de Heyde (Mitte 17. Jh.). 1686 widerlegte der niederländische Arzt Anton de Heyde aus Middelburg Bellinis Thesen durch Untersuchungen der Blutzirkulation am Bauchfell des lebenden Frosches. - Albrecht von Haller (1708–1777). 1754 bestätigte Albrecht von Haller de Heydes Untersuchungsergebnisse von 1686 durch eigene Beobachtungen am Bauchfell von lebenden Fröschen und Kröten. |

#### Friedrich Hoffmann – Georg Ernst Stahl
| - Friedrich Hoffmann (1660–1742) - Georg Ernst Stahl (1659–1734) - Friedrich Hoffmann (1660–1742). In Hoffmanns System hatte die Therapie die Aufgabe, das Überschüssige auszuleeren, das Mangelnde zu ergänzen, die heftigen Bewegungen zu bändigen und die schlaffen Bewegungen anzuspornen. Den Aderlass als ausleerendes Mittel bei Überschuss (Plethora) nannte Hoffmann wegen der Raschheit und Zuverlässigkeit seiner Wirkung und wegen seiner gefahrlosen Anwendung ein göttliches Heilmittel. Der Blutentzug sei bei Plethora nicht schwächend, da er ja eine Überfülle beseitige, welche gerade eine Quelle der Schwäche und als Bewegungshindernis die unmittelbare Veranlassung zu Stockungen sei. Zur Verhütung von Schlaganfällen ließ er Menschen kraftvoller Konstitution zwei bis drei Mal im Jahr zur Ader. Weitere Indikationen für den Aderlass sah er bei drohendem Abort, bei Rheumatismen, Gicht, Asthma, Blutspeien – immer vorausgesetzt, es lag eine plethorische Konstitution vor. - Georg Ernst Stahl (1659–1734). Georg Ernst Stahls System ging aus von einer „Anima“, die der toten Materie das Leben mitteilt, im normalen Körper alle Funktionen im Gleichgewicht hält und dem Zerfall entgegen wirkt. Dieser Zerfall und damit der Tod können daher nur dadurch eintreten, dass die „Anima“ den Körper verlässt. Die Kraft, deren sich die „Anima“ zu ihren Funktionen im Körper bedient, ist die Bewegung, und zwar eine Bewegung, die einen bestimmten „Tonus“ der zu bewegenden Teile oder Organe bedingt. Krankheit ist somit eine Behinderung des normalen Tonus und das dadurch automatisch ausgelöste Bestreben der „Anima“, ihn wiederherzustellen. Sie bewirkt dieses hauptsächlich durch Einfluss auf den Kreislauf des Organismus, denn dessen Behinderung ist eine der wichtigsten Ursachen der Bewegungshemmung. Für die Krankheitsätiologie spielt die „Vollblütigkeit“ eine große Rolle, für die die „Anima“ im Kindesalter durch Nasenbluten, im Jünglingsalter durch Blutspeien, im reifen Alter bei der Frau durch die Monatsblutung, beim Mann durch Hämorrhoidalblutungen einen Ausgleich selbständig schafft. Stahls oberster Behandlungsgrundsatz ist folgerichtigerweise die Unterstützung der „Anima“ in allen ihren Bestrebungen. Ein sehr wichtiges Mittel ist dabei der die natürlichen Blutentleerungen nachahmende Aderlass. |

#### Théophile de Bordeu – Paul Joseph Barthez – Johann Christian Reil
| - Théophile de Bordeu (1722–1776) - Paul Joseph Barthez (1734–1806) - Johann Christian Reil (1759–1813) - Théophile de Bordeu (1722–1776). Durch Bordeu, Barthez, Louis de la Caze (1703–1765) und Gabriel-François Venel (1723–1775) wurde in Montpellier eine Ausrichtung des Vitalismus begründet, die Albrecht von Hallers Irritabilitätslehre und das von Georg Ernst Stahl errichtete System des Animismus aufgriff und weiterentwickelte. Bordeu, der als Initiator der Schule von Montpellier gilt, ging von dem Grundsatz aus, dass die Gesetze der anorganischen Natur: Chemie und Physik auf den lebendigen Körper nicht anwendbar seien, dass vielmehr der Organismus unter dem Einfluss einer immateriellen Kraft existiere, die man als solche nicht definieren, aber aus ihren Äußerungen erschließen müsse. Er wandte sich auch gegen die mechanisch-chemische Anschauung, welche das Blut einfach als eine Flüssigkeit betrachtete, welche nur durch Quantität und chemische Umwandlungen zu krankhaften Erscheinungen führe. Vielmehr sah er im Blut einen Teil der ganzen organisierten Form, welcher ebenso gut mit Sensibilität begabt sei, wie jedes andere Organ. Dadurch erklären sich Bordeus Vorbehalte in Bezug auf die Indikationen und auf die Praxis des Aderlassens. - Paul Joseph Barthez (1734–1806). Nach Barthez muss bei akuter Entzündung eines Organs „revulsiv“ (umwälzend), bei chronischer Entzündung „derivativ“ (ableitend) behandelt werden. - Johann Christian Reil (1759–1813). In seinem Hauptwerk Über die Erkenntniss und Cur der Fieber äußerte sich Johann Christian Reil ausführlich zu den Indikationen und Kontraindikationen der Aderlass-Therapie, die er grundsätzlich positiv bewertete (Band I, 14. Kapitel, § 189 – § 201): „§ 190. Das Blutenlassen ist ein sehr würksames Heilmittel, das bey einigen Fällen allein retten, bey andern den übrigen Mitteln den Weg bahnen muss. Allein eben wegen dieser Würksamkeit kann es auch das Leben so schnell zerstöhren, als es dasselbe erhält.“ |

#### Philippe Pinel – François Simonnet de Coulmier – Joseph Gastaldy
| - Philippe Pinel (1745–1826) - F. S. de Coulmier (1741–1818) - Joseph Gastaldy (1741–1805) - Philippe Pinel (1745–1826). Pinel war ein Anhänger der vitalistischen Schule von Montpellier und zählt, gemeinsam mit Xavier Bichat, zu den führenden Köpfen der Pariser klinischen Schule der Medizin. Er setzte dort früh eine ärztliche Behandlung ohne Zwang durch, die später als no restraint bekannt wurde, und setzte seine Idee von der Heilbarkeit der „Irren“ praktisch um. Zur Anwendung des Aderlasses in der Psychiatrie schrieb er 1801 (Übersetzung M. Wagner): „Das Aderlassen kann oft mit so wenig Verstand, und so häufig verordnet werden, dass man oft im Zweifel stehet, wer von beyden wahnsinniger sey, derjenige, dem man die Aderlässe macht, oder jener, der sie verordnet. … Demohngeachtet bin ich weit entfernt die Aderlässe ganz zu verbannen; ich setze mich nur dem Missbrauche derselben entgegen.“ - François Simonnet de Coulmier (1741–1818) und Joseph Gastaldy (1741–1805). In dem vor den Toren von Paris gelegenen Hospiz zu Charenton praktizierten der Ordensmann und Hauptverwalter („régisseur général“) de Coulmier und der Arzt und Feinschmecker Gastaldy ab 1797 eine Behandlung, bei der weitgehend auf repressive Maßnahmen verzichtet wurde. Es wurden mehr „moralische“ als „physische“ Mittel eingesetzt und so konnte der Einsatz von „physischen Mitteln“ (kalte Bäder, Medikamente und Aderlass) auf ein Minimum reduziert werden. Das wichtigste „moralische Mittel“ im Hospiz zu Charenton war der Einsatz des Theaters als Therapiemittel, wobei ab 1803 der Patient Donatien Alphonse François de Sade als Regisseur und Schauspieler mitwirkte. |

#### Herman Boerhaave – Gerard van Swieten
| - Herman Boerhaave (1668–1738) - Gerard van Swieten (1700–1772) - Herman Boerhaave (1668–1738). Herman Boerhaave, der erfolgreichste Kliniker und medizinische Lehrer des 18. Jahrhunderts, gründete keine Schule, sondern verband Erkenntnisse der Iatrochemiker und der Iatromechaniker mit eigenen Beobachtungen. Seine Pathologie-Lehre teilte Störungen der Funktionen in Krankheiten der festen Teile, Krankheiten der Säfte und Krankheiten beider zusammen. Entzündung erklärte er vor allem als Stockung des arteriellen Blutes und als ein Aneinanderkleben seiner Teile in den feinsten Kanälen. Der Aderlass war für ihn ein wichtiges Therapiemittel. - Gerard van Swieten (1700–1772). Van Swieten war zunächst Schüler und Stellvertreter Boerhaaves in Leiden, ab 1745 Leibarzt der österreichischen Kaiserin Maria Theresia in Wien und Gründer der Älteren Wiener Medizinischen Schule. Den Aderlass verordnete er sparsam. Er sprach sich gegen prophylaktische Aderlässe aus, da diese nach seiner Einschätzung die Plethora eher vermehrten. Andererseits empfahl er kräftige Aderlässe zu Beginn fieberhafter Erkrankungen. Unter Berufung auf Celsus empfahl van Swieten, in der akuten Phase eines Schlaganfalls den Aderlass durchzuführen, „denn es ist besser, ein gefährliches Hilfsmittel anzuwenden, als gar keines“. |

#### William Cullen – John Brown – Giovanni Rasori
| - William Cullen (1710–1790) - John Brown (1735–1788) - Giovanni Rasori (1766–1837) - William Cullen (1710–1790). Der schottische Arzt und Chemiker William Cullen genoss zu Lebzeiten einen großen Ruf aufgrund der methodischen Klarheit seines Unterrichts und aufgrund der Vielseitigkeit seines Wissens. Seine Lehrbücher wurden bald ins Französische und Deutsche übersetzt. Insbesondere seine Abhandlungen über die Materia medica und seine Anfangsgründe der praktischen Arzneiwissenschaft wurden als Leitfäden für die ärztliche Praxis stark beachtet. So hatte er auch großen Einfluss auf die Aderlass-Praxis seiner Zeitgenossen. Ausführlich schrieb er über den Aderlass in der „Brustentzündung mit inflammatorischem Fieber“. In dieser Krankheit sei der erste Aderlass entscheidend für die Heilung. Er sollte so stark wie möglich, bis zum Nachlassen des Schmerzes oder bis zur Erleichterung des Atemholens ausgeführt werden, eventuell bis der Patient in Ohnmacht fiel. Ähnlich wie Gerard van Swieten empfahl auch Cullen im Anfangsstadium des Schlaganfalls einen Aderlass. Dieser sollte vorzugsweise aus der Halsvene, ersatzweise aus einer Vene an der Ellenbeuge oder aus der Schläfenarterie, eventuell durch die Anwendung von blutigem Schröpfen an der Schläfe und im Nacken geschehen. Als weitere Indikation für den Aderlass sah Cullen die Vorbeugung von epileptischen Anfällen bei vollblütigen Personen an. Auch für ausgesuchte Fälle von Engbrüstigkeit sei der Aderlass hilfreich. Um „ertrunkene Personen wiederherzustellen“ sollte neben allgemeiner Erwärmung und Belüftung der Lungen durch Einblasen in ein Nasenloch auch ein Aderlass im Kopfbereich ausgeführt werden. Bei Raserei schließlich empfahl Cullen zunächst die Einwirkung von Furcht, die mittels Ausführung oder Androhung von Peitschen- und Stockhieben zu erreichen sei. Daneben sollte auch ein Aderlass, vorzugsweise im Kopfbereich, ausgeführt werden. - John Brown (1735–1788). Im Krankheitskonzept des schottischen Cullen-Schülers John Brown wurde die Therapie auf die Anwendung von anregend wirkenden Mitteln bei „asthenischen“ Krankheiten und von dämpfend wirkenden Mitteln bei „sthenischen“ Krankheiten reduziert. Den Aderlass betrachtete er als das stärkste der dämpfend bei „sthenischen“ Krankheiten wirkenden Mittel. Die Menge des zu lassenden Blutes richtete sich nach der Verschiedenheit des Alters, Geschlechts, der Leibesstärke und der Heftigkeit der schädlichen Einwirkungen. Im kraftvollsten Erwachsenenalter sollte die Menge 10 bis 12 Unzen (ca. 300–360 Gramm) betragen. Als beste Regel gab Brown aber an, dass die zu lassende Blutmenge aufgrund der Wirkung des Aderlasses bestimmt werde. - Giovanni Rasori (1766–1837). Giovanni Rasori entwickelte Browns System zu einer Lehre vom „Stimulo und Contrastimulo“, in der Aderlass eine zentrale Rolle spielte und auch als Probemittel eingesetzt wurde. Bei einem Fall von Lungenentzündung entzog er in vier Tagen insgesamt 4230 Gramm Blut. |

#### Johann Gottlieb Wolstein – Christoph Wilhelm Hufeland – Samuel Hahnemann – Johann Gottfried Rademacher
| - Johann Gottlieb Wolstein (1738–1820) - Chr. W. Hufeland (1762–1836) - Samuel Hahnemann (1755–1843) - J. G. Rademacher (1772–1850) - Johann Gottlieb Wolstein (1738–1820). Unter Berufung auf Johan Baptista van Helmonts Abhandlung über das Fieber legte Johann Gottlieb Wolstein 1791 in seinen Anmerkungen über das Aderlassen … dar, dass der Aderlass auch bei akuten Fiebern und bei akuten Entzündungen sowie zu prophylaktischen Zwecken schädlich sei. Wolsteins Schrift bewirkte eine grundsätzliche Diskussion über den Nutzen des Aderlassens, und diese Diskussion führte dazu, dass die Indikationen für den Aderlass eingeschränkt wurden. - Christoph Wilhelm Hufeland (1762–1836). Den allgemeinen Aderlass bezeichnete Hufeland als die am stärksten wirkende, „direkt schwächende Methode“. Er sollte nur beim höchsten Grad allgemeiner oder örtlicher Entzündung sowie bei Plethora angewendet werden. Für einen Erwachsenen sei ein Pfund zu lassendes Blut die Regel. Die letztlich zu lassende Blutmenge richte sich aber nach der Veränderung der Symptomatik und nach der Veränderung des Pulses, die während der Behandlung auftreten. Hufeland folgte damit den durch seinen Lehrer August Gottlieb Richter formulierten Empfehlungen. Als zur Zeit Huflands der Vitalismus an die Stelle der, die Krankheiten als fehlerhafte Zusammensetzung des Blutes und anderer Körpersäfte ansehenden, Humoralpathologie trat, sank die Häufigkeit der Aderlässe. - Samuel Hahnemann (1755–1843). Hahnemanns Polemiken richteten sich zunächst vornehmlich gegen die Verschreibungs- und Dispensationsgewohnheiten von Ärzten und Apothekern. Seine grundsätzliche Kritik an der zeitgenössischen Praxis des Aderlassens findet man daher zunächst nur am Rande seiner Abhandlungen, so 1809 in seiner Schrift Monita über die drei gangbaren Kurarten. Im Rahmen der in die 1830er-Jahre fallenden erbitterten Kämpfe um die Reinheit seiner Lehre nahm Hahnemann in schärfster Form Stellung gegen jeden Versuch, die Homöopathie mit herkömmlichen, insbesondere schwächenden Mitteln wie Aderlass oder Abführmitteln zu verbinden. - Johann Gottfried Rademacher (1772–1850). Rademacher war kein Gegner des Aderlassens. In seinem System von „Organheilmitteln“ und „Universalheilmitteln“, von „Kunstheilung“ und „Naturheilung“ war der Aderlass als „feindlicher Angriff auf den Gesamtorganismus“ ein Mittel der „Kunstheilung.“ |

#### Jean-Nicolas Corvisart – René Laennec – François Broussais – Jean-Baptiste Bouillaud
| - Jean-Nicolas Corvisart (1755–1821) - René Laennec (1781–1826) - F. J. V. Broussais (1772–1838) - Jean-Baptiste Bouillaud (1796–1881) - Jean-Nicolas Corvisart (1755–1821). Corvisart, der Begründer der medizinischen Klinik Frankreichs, beschrieb unter Berufung auf Hippolito Francesco Albertini und auf Antonio Maria Valsalva eine Kur, die den schädlichen Einfluss der Vollblütigkeit auf das Fortschreiten der beginnenden Herzinsuffizienz (der „aktiven Aneurismen des Herzens“) verhindern sollte. Dazu wurde „durch wiederholte Aderlässe und eine fortgesetzte strenge Diät der Kranke so herunter gebracht, dass er kaum die Hände vom Bett heben konnte. Das Aneurisma verminderte sich in dem Maße wie der Kranke schwächer wurde, und man hob seine Kräfte durch reichere Diät nicht eher, bis die aneurismatisch erweiterten Teile durch ihre natürliche, jetzt nicht mehr gehinderte, Kontraktilität sich wieder zusammengezogen hatten, und das Organ ungefähr wieder in seinen ursprünglichen Zustand zurückgekehrt war.“ Bei Perikarditis und bei Karditis empfahl Corvisart, die Therapie mit allgemeinen und örtlichen Blutentleerungen zu beginnen und diese bei jeder folgenden Verschlimmerung zu wiederholen. Die örtlichen Blutentleerungen sollten durch den Einsatz von Blutegeln in der Brustregion oder am After erfolgen. Bei Herzinsuffizienz im fortgeschrittenen Stadium („passive Aneurismen des Herzens zweiten Grades“) empfahl er einen unblutigen Aderlass nach der Methode von Giovanni Battista Morgagni: „Nemlich die Eintauchung der Arme in warmes Wasser, die Fußbäder, mit einem Worte, alles was eine Hinleitung des Blutes nach den Gliedmaßen eine Entleerung des Herzens und der großen Gefäße bewirkt, ist auch in dieser Periode von großem Nutzen, umso mehr, da es gewissermaßen die Stelle der Aderlässe vertreten kann, wo die häufige Anwendung derselben bedenklich sein würde.“ - René Laennec (1781–1826). Der Diagnostiker und Systematiker René Laennec war kein Gegner des Aderlassens. Er setzte dieses Therapiemittel jedoch zurückhaltend und abwägend ein. Dabei folgte er den Erkenntnissen seiner ärztlichen Kollegen und fügte sparsam Korrekturen bei. In seiner als Corvisart-Schüler verfassten Abhandlung über die Krankheiten der Lungen und des Herzens erwähnte er die Anwendung des Aderlasses bei folgenden Krankheiten: akuter Lungenkatarrh, trockener Katarrh, feuchter Katarrh, Croup, Bronchialblutung, Lungenemphysem, Lungenembolie, Lungenentzündung, nervöses Asthma bronchiale, schwacher Puls, Hypertrophie des Herzens, Diphtherie, nervöses Herzklopfen - François Joseph Victor Broussais (1772–1838). Nach Broussais System der „Physiologischen Medizin“ („doctrine physiologique“) beruhen sämtliche Krankheitsformen auf Entzündung, und die höheren Grade derselben erregen auf sympathischem Wege Irritationen anderer Organe; so entsteht das Fieber und zwar liegt den meisten fieberhaften Erkrankungen eine Gastroenteritis zugrunde. Zur Therapie dienten Schleimsuppen und ausgiebigste lokale Applikationen von Blutegeln in der Magengegend. Angeregt durch Broussais und seine Schüler erlangte die Behandlung mit Blutegeln in Frankreich in der ersten Hälfte des 19. Jahrhunderts eine besondere Verbreitung. Die Nachfrage nach Blutegeln konnte bald nicht mehr gedeckt werden und so wurden Vorrichtungen entwickelt, mit denen sich die Aktion der Blutegel nachahmen ließ. - Jean-Baptiste Bouillaud (1796–1881). Der klinische Forscher Jean-Baptiste Bouillaud, der als erster den Zusammenhang zwischen akutem Gelenkrheuma und Endokarditis sowie die Lokalisation des Sprachzentrums im Frontallappen beschrieb, nannte seinen Lehrer Broussais einen „Messias der Medizin“. Akute Entzündungen, wie Pneumonie, Typhus, rheumatische Fieber, Tonsillitis und Gesichts-Erysipel, behandelte er durch „forcierte Aderlässe“ („saignés coup sur coup“). |

#### Pierre Charles Alexandre Louis – Marshall Hall – Joseph Dietl
| - P. C. A. Louis (1787–1872) - Marshall Hall (1790–1857) - Joseph Dietl (1804–1878) - Pierre Charles Alexandre Louis (1787–1872). Pierre Charles Alexandre Louis entwickelte die „numerische Methode“, eine Form der Statistik. Diese „numerische Methode“ wandte er erstmals bei einer Gruppe von 77 Patienten an, die an einer sehr ähnlichen Form der Lungenentzündung litten, die mit Aderlass behandelt wurde. Er bestimmte den Zeitpunkt des Beginns, die Dauer, sowie die Sterberaten der Krankheit, und ob der Aderlass entweder früh (1–4 Tage seit dem Beginn der Krankheit) oder spät (5–9 Tage im Verlauf) vorgenommen wurde. Basierend darauf fand Louis, dass diejenigen, die früh behandelt wurden, sich früher erholten, aber eine höhere Sterberate aufwiesen. Daraus schloss er, dass Aderlass nur in den späten Stadien der Krankheit wirksam sei. Seine Beobachtungen wurden 1828 in den „Archives générales de médecine“ und 1835 in Buchform veröffentlicht. Sie leiteten das Ende der Aderlass-Routine ein. Wie fest verwurzelt die Aderlass-Therapie damals noch war, geht daraus hervor, dass Louis nur die geringere oder stärkere Verwendung des Aderlasses diskutieren konnte. Den Aderlass an sich konnte er aber nicht in Frage stellen. - Marshall Hall (1790–1857). Der englische Arzt Marshall Hall, der Begründer der Lehre von den Reflexen, befasste sich in eingehenden Studien mit den Folgen des Blutverlustes beim Aderlass. Hall wies nach, dass seröse Ergüsse und Lungenödeme durch den Aderlass verschlimmert werden und dass der Aderlass als Prophylaxe gegen Apoplexie nutzlos sei. Er vertrat die Auffassung, dass alle Arten von Schwächezuständen den Eingriff verbieten, befürwortete jedoch, dass dieser bei mit Fieber verbundenen Delirien oder bei lokalen Entzündungen angezeigt sei. - Joseph Dietl (1804–1878). Der Wiener Kliniker Joseph Dietl, ein Vertreter des „Therapeutischen Nihilismus“, erklärte 1849 die bei Lungenentzündung durch Aderlass erzielten Erfolge mit einer durch diesen Eingriff ausgelösten kurzfristigen Erleichterung der Atemnot, die nach seiner Einschätzung aber durch eine erhöhte Sterblichkeit erkauft werde. Er hatte den Einfluss des Aderlasses auf die einzelnen Symptome der Lungenentzündung beobachtet. Die gesammelten Beobachtungen hatte er statistisch ausgewertet. Dietl kam zum Schluss: „Unseren Erfahrungen zu Folge ist der Aderlass in der Pneumonie nie angezeigt, d. h. zur Wiederherstellung der Gesundheit nie notwendig. … er steigert … die Letalität des pneumonischen Leidens. Hingegen verläuft die Pneumonie am regelmäßigsten, am schnellsten und am günstigsten, wenn sie sich selbst überlassen, d. h. bloß mit diätetischen Mitteln behandelt wird.“ |

Noch 1934 empfahl zum Beispiel Leopold Lichtwitz ausdrücklich den Aderlass mit ausführlicher Begründung zur Behandlung des eklamptischen Anfalls bei der Urämie. Hans Julius Wolf riet von 1942 noch bis 1960 in seinem Lehrbuch wiederholt und eindringlich zum Aderlass („500 bis 1000 cm³“) zur Behandlung der Anurie und der Herzinsuffizienz (Asthma cardiale), mit der Maßgabe, „er soll aber nicht zu oft wiederholt werden.“ Auch Tinsley Randolph Harrison empfahl 1958 in seinem Standardwerk die Venae sectio mit Aderlass beim Lungenödem und beim Cor pulmonale.
Die Therapie der Anurie bei der Nephritis sei „durch einen reichlichen Aderlaß (bei kräftigen Personen mindestens 500 cm³) zu unterstützen.“ Zur Behandlung der Herzinsuffizienz wurde 1940 der Aderlass angeraten, um die Viskosität des Blutes zu verkleinern und um den Blutdruck zu senken. Bei der arteriellen Hypertonie mit Oligurie oder Anurie „ist nur eine Behandlung ohne jede Einschränkung angezeigt: Der Aderlaß. Man muß kräftig zur Ader lassen.“ Beim kardialen Lungenödem wurde früher der blutige Aderlass mit 300 bis 500 ml durchgeführt, besonders wenn zusätzlich eine Polyglobulie bestand.
„Blutentziehungen durch Aderlaß, die früher in der Behandlung zahlreicher Erkrankungen eine wichtige Rolle spielten, waren eine Zeitlang nahezu ganz verlassen worden. Neuerdings wendet man sie wieder häufig, manchmal mit überraschend gutem Erfolge, an.“

## Rückblick und Ausblick
| „We may wonder why the practice of bloodletting persisted for so long. … With our present understanding of pathophysiology we might be tempted to laugh at such methods of therapy. But what will physicians think of our current medical practice 100 years from now? They may be astonished at our overuse of antibiotics, our tendency to polypharmacy, and the bluntness of treatments like radiation and chemotherapy“. … Gerry Greenstone 2010 | „Wir fragen uns vielleicht, warum die Praxis des Aderlassens so lange bestand. … Mit unserem gegenwärtigen Verständnis der Pathophysiologie könnten wir versucht werden, über solche Methoden der Therapie zu lachen. Aber was werden Ärzte in 100 Jahren von unserer aktuellen Praxis denken? Vielleicht staunen sie über unsere Überbeanspruchung von Antibiotika, über unsere Neigung zur Polypharmazie und über die Schwerfälligkeit von Behandlungen wie Strahlentherapie und Chemotherapie“. … |

1688 wurde das kritische Buch Grausame Medicinische Mord-Mittel: Aderlasse, Schröpffen, Purgiren, Clistiren, Juleppen und Ohnmacht-machende Hertzstärckungen, Wodurch Unbedachtsame Geneß- und Heilmeister (nicht rechtschaffene Practici) so viel tausend unschuldige Menschen jämmerlich vom Leben zum Tode helffen publiziert.
Mit dem Aderlass verbundene therapeutische Konzepte zur Behandlung von Herz-Kreislauf-Erkrankungen haben bis ins 21. Jahrhundert überlebt. Die im 18. Jahrhundert durch Albertini, Valsalva und Corvisart eingeführte Aderlassbehandlung der beginnenden Herzinsuffizienz (der „aktiven Aneurismen des Herzens“) ist heute durch die Verordnung von Thiaziddiuretika ersetzt, wodurch an das hydraulikbasierte Therapiekonzept des 18. Jahrhunderts angeknüpft wird: Durch Verminderung des Blutvolumens (und durch Senkung des Blutdrucks) soll u. a. die Ausbildung einer Herzinsuffizienz verhindert werden.

## Aderlass und Akupunktur

### China
In der traditionellen chinesischen Medizin wird therapeutische Blutentnahme als „Trakt-Stechen“ (luòcì 絡刺) im Rahmen der Akupunktur eingesetzt. Dabei wird nach dem Grundprinzip der „Revulsion“ behandelt, das heißt, die therapeutische Einwirkung findet weit entfernt vom Krankheitsort statt und das „verdorbene Blut“ (yūxuè 瘀血) wird nur tropfenweise aus den Kapillaren entfernt. Zwei Beispiele:
1. Bei der Behandlung von Lendenschmerzen werden oberflächliche Venen in der Kniekehle zur Entnahme von geringen Blutmengen eröffnet.
2. Zur Behandlung von beginnenden Halsschmerzen wird am inneren Nagelrand des Zeigefingers mit einer kleinen Nadel ein Stich angebracht, durch den einige Tropfen Blut entnommen werden.[200][201][202]

Die Quellen legen die Vermutung nahe, dass das „Trakt-Stechen zur Blutentnahme“ älter als die Therapieform ist, welche wir heute Akupunktur nennen.

### Europa 17. bis 19. Jahrhundert

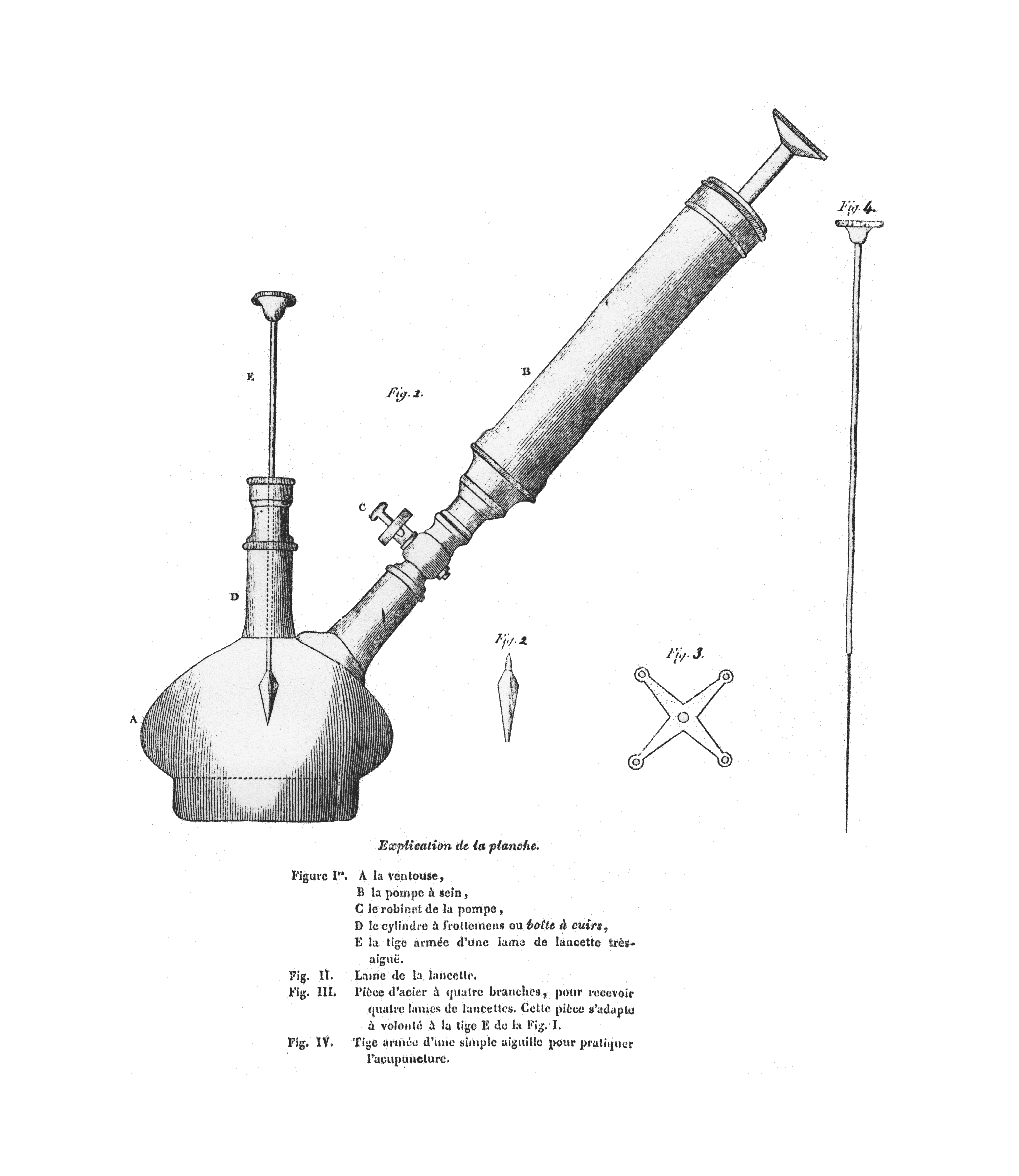
A.P. Demours 1819. Schröpfgerät. Es ermöglichte Schröpfen und gleichzeitigen Aderlass oder Schröpfen und gleichzeitige Akupunktur

Im 17. und 18. Jahrhundert wurde die Akupunktur in Europa besonders durch zwei Ärzte der Niederländischen Ostindien-Kompanie bekannt gemacht: Willem ten Rhijne und Engelbert Kaempfer. Es lag nahe, dass sie dieses für sie neue Therapieverfahren mit dem ihnen aus Europa vertrauten Aderlass verglichen. Die als Leitbahnen (jīngluò) bezeichneten Verbindungslinien der Akupunkturpunkte verglichen sie mit den ihnen bekannten Blutgefäßen. Bei der Beurteilung des Wirkungsmechanismus der Akupunktur schwankten sie zwischen „derivativer“ Wirkung (ten Rhijne) und „revulsiver“ Wirkung (Kaempfer).
In die europäische Praxis wurde die Akupunktur erst zu Beginn des 19. Jahrhunderts durch den französischen Arzt Louis Berlioz eingeführt. Über seine seit 1810 mit diesem Therapiemittel gesammelten Erfahrungen berichtete er 1816 in einer Denkschrift über chronische Krankheiten, den Aderlass und die Akupunktur. Ab 1819 – schwerpunktmäßig um 1825 unter Jules Cloquet – ausklingend in den 1830er Jahren – wurde die Akupunktur in Frankreich zu einer häufig angewendeten Therapieform. Gleichzeitig wurden der Aderlass und die Behandlung mit Blutegeln durch François Broussais und seine Schüler exzessiv betrieben.
In der Regel wurde die Akupunktur in dieser frühen europäischen Praxis als „derivativ“ wirkendes Verfahren verstanden, d. h., es wurden Punkte in der Nähe des Krankheitssitzes mit großer Stichtiefe und langer Verweildauer der Nadeln behandelt. Einzig der Pariser Augenarzt Antoine Pierre Demours verwendete ein „revulsiv“ wirkendes Verfahren, das er von der europäischen Behandlung von Augenerkrankungen durch das Haarseil ableitete.

## Aderlass in Japan
Stimuliert durch den von Ärzten der Niederländischen Ostindien-Kompanie vorgestellten und an Europäern in Japan praktizierten Aderlass, griffen Ärzte der im 18. Jahrhundert aufgekommenen „Schule der alten Praxis“ (ko-ihōha) das bereits in den klassischen chinesischen Schriften beschriebene „Trakt-Stechen“ (shiraku, 刺絡) erneut auf. Eigentlich wurden dabei an Kapillargefäßen und einigen Stellen an den Finger- und Fußnägeln wenige Tropfen „verdorbenen Blutes“ (oketsu, 瘀血) entnommen. Nunmehr aber nahmen Pioniere wie der Hofarzt des Tenno, Ogino Gengai, in Fällen, in denen sofortige Maßnahmen zur Rettung des Patienten nötig waren, Mengen von einer Teeschale ab. Ogino, der kein Anhänger der „Holland-Studien“ (Rangaku) war, schrieb hierzu ein einflussreiches „Buch über das Traktstechen“ (Shiraku-hen, 1771), in dem er westliche Techniken und traditionelle Krankheitskonzepte kombiniert. Seit 1994 widmet sich eine wissenschaftliche Gesellschaft (Nihon Shiraku Gakkai, Japan Association for Shiraku Acupuncture) der Modernisierung und Verbreitung dieses Ansatzes.

## Aderlass in der ayurvedischen Medizin
Die ayurvedische Medizin kannte den Aderlass ebenfalls, wie in der Sushruta-Samhitâ (Buch III, Kapitel 8) dargestellt ist. So wurden Aderlässe beispielsweise bei der Behandlung von „Blut-entstandenen“ Geschwüren eingesetzt.

## Unfreiwilliger Aderlass
Aulus Gellius berichtete in seinen Noctes Atticae, dass der Aderlass eine der schmachvollsten Strafen bedeutete, zu der die römischen Soldaten verurteilt werden konnten. Auch noch im Tristan des Gottfried von Straßburg wird ein unfreiwilliger Aderlass erwähnt.
Der französische Volksmund bezeichnete die Angewohnheit französischer Monarchen, zur Schuldentilgung einheimische Gläubiger hinzurichten, in der Umgangssprache als Aderlass.